# Inspector Barnaby/Episodenliste

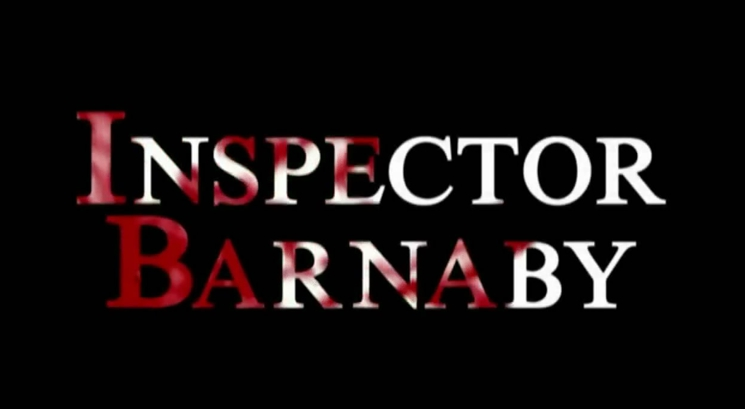
Imitat der Inspector-Barnaby-Titelsequenz

Diese Episodenliste enthält alle Episoden der britischen Krimiserie Inspector Barnaby (Originaltitel: Midsomer Murders), sortiert nach der britischen Erstausstrahlung.

## Pilotepisode
| Nr. (ges.) | Nr. (St.) | Deutscher Titel       | Originaltitel                  | Erstausstrahlung UK | Deutschsprachige Erstausstrahlung (ZDF) | Regie             | Drehbuch         | Zuschauer (UK) |
| --- | --------- | --------------------- | ------------------------------ | ------------------- | --------------------------------------- | ----------------- | ---------------- | -------------- |
| 1 | 1         | Tod in Badger’s Drift | The Killings at Badger’s Drift | 23. März 1997       | 26. Juni 2005                           | Jeremy Silberston | Anthony Horowitz | 13,5 Mio.      |
| Die alte Emily Simpson wird mit gebrochenem Genick aufgefunden. Sie hatte im Wald eine seltene Orchidee gesucht, aber sie muss dabei noch etwas gesehen haben. Später werden Iris Rainbird und ihr Sohn Dennis erstochen, die jede Bewegung im Dorf heimlich beobachtet und vor allem von Erpressung gelebt haben. Anhand von deren Aufzeichnungen kommt Barnaby dahinter, dass die scheinbar zerstrittenen Geschwister Michael und Katherine Lacey insgeheim ein Liebespaar sind, was niemand wissen darf, damit sie sich das Vermögen von Katherines Verlobtem erschleichen können. |           |                       |                                |                     |                                         |                   |                  |                |

## Staffel 1
| Nr. (ges.) | Nr. (St.) | Deutscher Titel          | Originaltitel         | Erstausstrahlung UK | Deutschsprachige Erstausstrahlung (ZDF) | Regie             | Drehbuch          | Zuschauer (UK) |
| --- | --------- | ------------------------ | --------------------- | ------------------- | --------------------------------------- | ----------------- | ----------------- | -------------- |
| 2 | 1         | Blutige Anfänger         | Written in Blood      | 22. März 1998       | 23. Dez. 2005                           | Jeremy Silberston | Anthony Horowitz  | 11,36 Mio.     |
| Für ein Treffen des Schriftsteller-Zirkels von Midsomer Worthy wurde der Erfolgsautor Max Jennings eingeladen. Am Morgen nach dem Treffen wird der Vorsitzende Gerald Hadleigh brutal ermordet aufgefunden. Verdächtig ist eine Frau, die sich in der Nacht mit dem Taxi zum Haus fahren ließ. Auch Jennings wird wenige Tage später tot in einem Ferienhaus gefunden. Er war früher als Psychiater tätig und hatte ungefragt die Lebensgeschichte Hadleighs als Vorlage seines Buches benutzt. Dafür tötete ihn dieser mit einem langsam wirkenden Gift. Hadleigh seinerseits wurde von der Schwester eines an AIDS gestorbenen Marineoffizier umgebracht, die ihren Bruder unnatürlich intensiv verehrte. Hadleigh hatte diesen vor Jahren in der Türkei getroffen, wie die Schwester zufällig in einer alten Zeitschrift erkannte. Als sie ihn deswegen sprechen wollte, bemerkte sie, dass er Transvestit ist, gab ihm die Schuld am frühen Tod ihres Bruders und erschlug ihn. |           |                          |                       |                     |                                         |                   |                   |                |
| 3 | 2         | Requiem für einen Mörder | Death of a Hollow Man | 29. März 1998       | 4. Juni 2006                            | Jeremy Silberston | Caroline Graham   | 10,34 Mio.     |
| Agnes Gray wird erschlagen aufgefunden, während die örtliche Theatergruppe für die Amadeus-Aufführung probt. Grays Cousin Esslyn Carmichael spielt den und kommt bei der Premiere ums Leben, da das schützende Klebeband auf der Klinge des Rasiermessers entfernt wurde. Da er ein arroganter Sack war, hatte er viele Feinde. Beim Nachforschen findet Barnaby dubiose Geldeingänge, einen Schlüssel und heraus, dass Gray unheilbar erkrankt war. Der Schlüssel führt Troy zu einer Garage mit einer wertvollen, gestohlenen Madonna. Der weltfremde Regisseur des Stückes und Inhabers einer Im- und Exportfirma verdiente gut mit dem Schmuggel von Diebesgut und wollte durch den Mord verhindern, dass Gray ihn anzeigt. |           |                          |                       |                     |                                         |                   |                   |                |
| 4 | 3         | Treu bis in den Tod      | Faithful unto Death   | 22. Apr. 1998       | 3. Jan. 2010                            | Baz Taylor        | Douglas Watkinson | 9,39 Mio.      |
| Aufruhr in Morton Fendle: Ein Kunsthandwerkzentrum, in das viele Dörfler investiert haben, steht vor dem Bankrott. Die Frau Simone des Geschäftsführers wird entführt, der Geschäftsführer selbst ermordet. Im Dorf beobachtet ohnehin jeder jeden, aber es ist zweifelhaft, welchen Aussagen Barnaby glauben kann. Nur durch kleinste Details kommt er darauf, dass die Entführung inszeniert wurde. Doch Simones Geliebte, die das bezeugen könnte, lässt sich lieber verurteilen als gegen Simone auszusagen, obwohl sie von ihr nur ausgenutzt wurde. |           |                          |                       |                     |                                         |                   |                   |                |
| 5 | 4         | Ein böses Ende           | Death in Disguise     | 6. Mai 1998         | 11. Juni 2006                           | Baz Taylor        | Douglas Watkinson | 8,71 Mio.      |
| Bill Carter, nur an Geld interesierter Mitbegründer einer spirituellen Gemeinschaft, fällt nach einer Auseinandersetzung mit Ian Craigie, dem Leiter der Kommune, die Treppe hinunter und ist tot. Unfall oder Mord? Einige Tage später wird Ian mit einem Messer getötet. Barnaby muss sich tief in die Geschichte der Gemeinschaft begeben, um die Mordmotive eines eiskalten Mörders und eines verschüchterten Jungen zu verstehen. |           |                          |                       |                     |                                         |                   |                   |                |

## Staffel 2
| Nr. (ges.) | Nr. (St.) | Deutscher Titel             | Originaltitel     | Erstausstrahlung UK | Deutschsprachige Erstausstrahlung (ZDF) | Regie             | Drehbuch          | Zuschauer (UK) |
| --- | --------- | --------------------------- | ----------------- | ------------------- | --------------------------------------- | ----------------- | ----------------- | -------------- |
| 6 | 1         | Der Schatten des Todes      | Death’s Shadow    | 20. Jan. 1999       | 10. Juli 2005                           | Jeremy Silberston | Anthony Horowitz  | 10,41 Mio.     |
| Joyce will in Badger’s Drift die kirchliche Trauung nachholen, doch dann geschehen dort mehrere brutale Morde: Ein Mann wird mit einem Säbel enthauptet, ein zweiter lebend verbrannt, ein dritter mit einem Pfeil erschossen. Erst scheint ein umstrittenes Immobiliengeschäft der ausschlaggebende Faktor zu sein, doch das ist eine falsche Spur. Vor langer Zeit wurde ein Schuljunge im Wald erhängt aufgefunden – jetzt hat einer der Schuldigen gebeichtet, dass es kein Selbstmord war, ohne zu wissen, dass der Pfarrer der Vater des Jungen war.  |           |                             |                   |                     |                                         |                   |                   |                |
| 7 | 2         | Der Würger von Raven’s Wood | Strangler’s Wood  | 3. Feb. 1999        | 3. Juli 2005                            | Jeremy Silberston | Anthony Horowitz  | 10,70 Mio.     |
| Spielende Kinder finden in Raven’s Wood eine ermordete Frau. Die Tat erinnert an den „Würger“, der vor Jahren dort mehrere Frauen erdrosselt hat und nie gefasst wurde. Tatsächlich ist es jedoch eine Nachahmungstat, die lediglich die marktpolitischen Interessen eines großen Tabakunternehmens sichern soll. Barnaby tappt lange im Dunkeln, weil ein Junge falsche Spuren legt, um seinen gehassten Vater zu belasten, ohne zu wissen, dass er sich damit in große Gefahr begibt, wäre er doch der einzige, der seinen Vater wieder entlasten könnte. |           |                             |                   |                     |                                         |                   |                   |                |
| 8 | 3         | Sport ist Mord              | Dead Man’s Eleven | 12. Sep. 1999       | 25. Juni 2006                           | Jeremy Silberston | Anthony Horowitz  | 11,07 Mio.     |
| Der alte reiche Robert Cavendish muss für eine alte Schuld büßen: als Steinbruchbetreiber hat er den Tod eines Mitarbeiters in Kauf genommen, dessen Hinterbliebene nun ein raffiniertes Mordgeschehen einfädeln und allen Verdacht bewusst auf Cavendishs Familie lenken, so dass erst sein ganzes Leben und schließlich er selbst zerstört wird. |           |                             |                   |                     |                                         |                   |                   |                |
| 9 | 4         | Mord auf der Durchreise     | Blood Will Out    | 19. Sep. 1999       | 3. Apr. 2011                            | Moira Armstrong   | Douglas Watkinson | 9,99 Mio.      |
| Als fahrendes Volk unter Orville Tudway in Martyr Warren lagert, möchte der militante Richter Hector Bridges sie mit Gewalt vertreiben, wird jedoch kurz darauf erschossen. Tudway hatte im Falklandkrieg unter Bridges gedient und wurde von ihm auf ein Himmelfahrtskommando geschickt. Doch der herrschsüchtige Hector hat selbst in seiner engsten Familie so viel Hass gesät, dass die Ermittlungen Tom Barnabys überall auf Widerstand treffen. |           |                             |                   |                     |                                         |                   |                   |                |

## Staffel 3
| Nr. (ges.) | Nr. (St.) | Deutscher Titel                 | Originaltitel       | Erstausstrahlung UK | Deutschsprachige Erstausstrahlung (ZDF) | Regie             | Drehbuch            | Zuschauer (UK) |
| --- | --------- | ------------------------------- | ------------------- | ------------------- | --------------------------------------- | ----------------- | ------------------- | -------------- |
| 10 | 1         | Ein Toter, den niemand vermisst | Death of a Stranger | 31. Dez. 1999       | 10. Jan. 2010                           | Peter Creegen     | Douglas Livingstone | 5,87 Mio.      |
| Nach einer Fuchsjagd wird ein alter Landstreicher erschlagen in einer Grube im Wald gefunden. Inspector Pringle, der Barnaby im Urlaub vertritt, verhaftet einen jungen Wilderer, dessen Vater kurz darauf ebenfalls ermordet wird, ebenso Inspector Pringle selbst, bereits im Ruhestand. Barnaby entwirrt ein kompliziertes Beziehungsgeflecht um die wahren Erben des Anwesens, da der ermordete Landstreicher offenbar der Vater des jetzigen jungen Besitzers war.             |           |                                 |                     |                     |                                         |                   |                     |                |
| 11 | 2         | Drei tote alte Damen            | Blue Herrings       | 22. Jan. 2000       | 17. Jan. 2010                           | Peter Smith       | Hugh Whitemore      | 8,88 Mio.      |
| Tom Barnabys Tante Alice Bly wohnt für einige Wochen im Lawnside-Pflegeheim und wird dort Zeugin mehrerer Todesfälle, die sie für nicht natürlich hält. Ganz in Miss Marples Fußstapfen zieht sie diskrete Erkundigungen ein: Die Heimleiterin hat ein sexuelles Verhältnis mit dem Arzt, bereichern die beiden sich an den Bewohnern? Einer Täterin kommt Alice auf die Schliche und gerät dadurch in große Gefahr.                                                                |           |                                 |                     |                     |                                         |                   |                     |                |
| 12 | 3         | Der Mistgabel-Mörder            | Judgement Day       | 29. Jan. 2000       | 2. Juli 2006                            | Jeremy Silberston | Anthony Horowitz    | 9,65 Mio.      |
| In Midsomer Mallow findet eine Einbruchserie ein Ende, als der junge Kleinkriminelle Peter Drinkwater mit einer Mistgabel erstochen wird. Das Dorf nimmt am Wettbewerb „Das perfekte Dorf“ teil, Joyce Barnaby gehört der Jury an. Doch am Tag der Entscheidung wird ein Giftanschlag verübt. Nur durch Zufall kommt Tom Barnaby darauf, dass im Dorf eine Frau unter falschem Namen lebt, die schon als Kind gemordet hat und nun mit allen Mitteln verhindert, erkannt zu werden. |           |                                 |                     |                     |                                         |                   |                     |                |
| 13 | 4         | Der Fluch von Aspern Tallow     | Beyond the Grave    | 5. Feb. 2000        | 18. Juni 2006                           | Moira Armstrong   | Douglas Watkinson   | 9,40 Mio.      |
| Die Restauratorin Sandra MacKillop kümmert sich um ein zerstörtes Gemälde im Museum von Aspern Tallow, um das sich eine Geistergeschichte rankt. Sie hat den Tod ihres Mannes noch nicht überwunden und neigt zu Halluzinationen. Mehrere Morde geschehen und falsche Fährten werden verfolgt, bis Barnaby erkennt, dass Sandra gerade von ihren Vertrauenspersonen gezielt in den Wahnsinn getrieben werden soll. Dabei bewährt sich Cullys Freund Nico glänzend als Co-Ermittler. |           |                                 |                     |                     |                                         |                   |                     |                |

## Staffel 4
| Nr. (ges.) | Nr. (St.) | Deutscher Titel                 | Originaltitel          | Erstausstrahlung UK | Deutschsprachige Erstausstrahlung (ZDF) | Regie             | Drehbuch            | Zuschauer (UK) |
| --- | --------- | ------------------------------- | ---------------------- | ------------------- | --------------------------------------- | ----------------- | ------------------- | -------------- |
| 14 | 1         | Der Garten des Todes            | Garden of Death        | 10. Sep. 2000       | 9. Juli 2006                            | Peter Smith       | Christopher Russell | 7,65 Mio.      |
| Der „Garten der Erinnerung“ ist der Stolz des ganzen Dorfes, und als Familie Inkpen, die das Anwesen gekauft hat, ihn abbauen will, bringt sie alle gegen sich auf. Die Inkpens werden nacheinander ermordet. Aber nicht wegen des Gartens, der im wahrsten Sinne eine Leiche im Keller hat, sondern wegen finsterer Aspekte der Familiengeschichte – als die ungeliebte Tochter Hillary entdeckt, dass sie nur als Beweismittel eines zurückliegenden Ehebruchs im Haus wohnen darf, ist es ihr zu viel.                                          |           |                                 |                        |                     |                                         |                   |                     |                |
| 15 | 2         | Ein Männlein stirbt im Walde    | Destroying Angel       | 26. Aug. 2001       | 23. Juli 2006                           | David Tucker      | David Hoskins       | 9,99 Mio.      |
| Karl Wainwright, 81-jähriger Hotelbesitzer, vererbt seinen Besitz an vier nahestehende Personen, die jedoch nacheinander ermordet werden. Schon am Tag von Karls Beerdigung wird Gregory Chambers, ein beliebter Punch-and-Judy-Spieler, im Wald auf Pilztour erschossen. Nach und nach stellt sich heraus, dass es ein neues Testament gab, in dem Gregory der Alleinerbe war, und sich die drei anderen zum Mord an ihm verschworen haben. Doch dann scheint sein Geist Rache zu üben.                                                           |           |                                 |                        |                     |                                         |                   |                     |                |
| 16 | 3         | Der Tote im Kornkreis           | The Electric Vendetta  | 2. Sep. 2001        | 6. Mai 2007                             | Peter Smith       | Terry Hodgkinson    | 9,99 Mio.      |
| Die Ufologie steht im Dorf hoch im Kurs, doch als in Kornkreisen Tote auftauchen, alle durch elektrischen Schlag getötet, wird es ernst. Die Motive bleiben lange im Dunkeln, Animositäten gibt es reichlich. Der Schlüssel ist das elektrisch gesicherte Haus von Sir Christian Aubrey, in dem Barnaby und Troy auch einmal feststecken. Er hat sich früher in Oxford mit einem Freund um ein Mädchen duelliert, und ihm wurde ewige Rache geschworen.                                                                                            |           |                                 |                        |                     |                                         |                   |                     |                |
| 17 | 4         | Leichen leben länger            | Who Killed Cock Robin? | 9. Sep. 2001        | 24. Jan. 2010                           | David Tucker      | Jeremy Paul         | 9,13 Mio.      |
| Aufregung in Newton Magna, als der Arzt abends alkoholisiert einen unbekannten Mann anfährt, der darauf spurlos verschwindet. Es ist der „Pferdeflüsterer“ Sean O’Connell, der gleich vom Grundherrn Melvyn Stockard, rehabilitierter Betrüger und nun reicher Pferdezüchter, für einen Pferdeverkauf eingespannt wird. Eine im restaurierten Brunnen gefundene Leiche stößt Barnaby auf einen drei Wochen zuvor verübten, ziemlich verzwickten Mord, dessen Aufklärung er ganz in Poirot-Manier auf der abschließenden Hochzeitsfeier zelebriert. |           |                                 |                        |                     |                                         |                   |                     |                |
| 18 | 5         | Morden, wenn die Blätter fallen | Dark Autumn            | 16. Sep. 2001       | 31. Jan. 2010                           | Jeremy Silberston | Peter J. Hammond    | 9,77 Mio.      |
| Als der junge, gutaussehende Postbote David Cutler in Goodmans Land brutal erschlagen wird, kommt das halbe Dorf als Täter in Frage – er hat viele Ehefrauen nebenbei beglückt. Doch dann werden andere, vollkommen unschuldige Menschen ebenso getötet. Die zunächst rätselhafte Verbindung zwischen den Opfern ist ein Mann, der durch den frühen Tod seiner Mutter traumatisiert ist, seine Kindheit wiederherstellen will und alle beseitigt, die ihm dabei im Wege stehen.                                                                    |           |                                 |                        |                     |                                         |                   |                     |                |
| 19 | 6         | Die Frucht des Bösen            | Tainted Fruit          | 23. Sep. 2001       | 13. Juni 2011                           | Peter Smith       | David Hoskins       | 9,80 Mio.      |
| In Midsomer Malham verursacht Krankenschwester Sally betrunken einen Unfall, und beim Tierarzt werden Barbiturate gestohlen, mit denen dann einige Morde begangen werden. Unter den Opfern ist die abgebrühte Schönheit Melissa Townsend, die mit Sally ein Verhältnis hatte. Viele Motive sind denkbar, aber mit einigen Tricks entlarvt Barnaby die Frau des Tierarztes als Täterin, die um ihren guten Ruf fürchtet und sogar ihren eigenen Mann tötet, um Zeugen zu beseitigen, die ihr schaden könnten.                                       |           |                                 |                        |                     |                                         |                   |                     |                |

## Staffel 5
| Nr. (ges.) | Nr. (St.) | Deutscher Titel           | Originaltitel              | Erstausstrahlung UK | Deutschsprachige Erstausstrahlung (ZDF) | Regie          | Drehbuch            | Zuschauer (UK) |
| --- | --------- | ------------------------- | -------------------------- | ------------------- | --------------------------------------- | -------------- | ------------------- | -------------- |
| 20 | 1         | Mord mit Rendite          | Market for Murder          | 16. Juni 2002       | 27. Nov. 2011                           | Sarah Hellings | Andrew Payne        | 8,50 Mio.      |
| In Midsomer Market werden rätselhafte Anschläge verübt, und alle drehen sich um Mitglieder des Leseclubs – der nur zu lesen vorgibt, tatsächlich aber mit großem Gewinn an der Börse spekuliert. Woher sie die Insider-Informationen haben, ist nur ein Nebenthema. Eine der Damen allerdings hätte das Geld gern für sich, weil sie bis zur Verrücktheit in den Lord des Ortes verliebt ist, und sie geht über Leichen, wenn es ihre Interessen und seinen guten Ruf zu wahren gilt.                            |           |                           |                            |                     |                                         |                |                     |                |
| 21 | 2         | Die Hexe von Setwale Wood | A Worm in the Bud          | 23. Juni 2002       | 8. Juli 2007                            | David Tucker   | Michael Russell     | 8,80 Mio.      |
| In Midsomer Worthy schlagen die Emotionen hoch, als der traditionsreiche Setwale Wood verkauft und womöglich abgeholzt werden soll. Bis darin die Leiche einer Frau gefunden wird, mit Baldrian betäubt und dann im See ertrunken. Weitere Morde ereignen sich, und Barnaby verfolgt einige falsche Spuren, bis er darauf kommt, wer alles über Kräuter weiß – und die Dorftradition um jeden Preis bewahren will. Dabei hilft ihm Julie, ein aufgewecktes junges Mädchen, die sich bestens mit Hunden auskennt. |           |                           |                            |                     |                                         |                |                     |                |
| 22 | 3         | Glockenschlag zum Mord    | Ring out your Dead         | 15. Sep. 2002       | 13. Mai 2007                            | Sarah Hellings | Christopher Russell | 9,43 Mio.      |
| Peter Fogden ist wild entschlossen, beim Glöcknerwettstreit in Midsomer Wellow den ersten Sieg für sein Dorf zu erringen – obwohl ihm nacheinander seine Mannschaft weggemordet wird, darunter eine bildschöne Braut auf ihrer Hochzeit. Eifersuchtsmotive gibt es mehr als genug, doch ein alter Kinderreim, dessen Verse bei den Opfern gefunden werden, bringt Tom Barnaby auf die Spur einer 150 Jahre alten Blutschuld, die nun eingefordert wird.                                                          |           |                           |                            |                     |                                         |                |                     |                |
| 23 | 4         | Mord am St. Malley’s Day  | Murder on St. Malley’s Day | 22. Sep. 2002       | 20. Mai 2007                            | Peter Smith    | Andrew Payne        | 9,52 Mio.      |
| An der traditionsreichen Devington School, einem Elite-Internat, führt der elitäre Pudding Club ein strenges Regiment und verlangt unbedingte Loyalität, selbst als beim Lauf am St Malleys Day einem Schüler im Wald eine tödliche Stichverletzung beigebracht wird. Ein alter Verschwörungstheoretiker weiß Bescheid: Der Club häuft Reichtümer an, mit denen Stipendien finanziert werden – und der Pedell räumt weisungsgemäß für den Club auf, ob es nun um Geschirr oder um Menschen geht.                 |           |                           |                            |                     |                                         |                |                     |                |

## Staffel 6
| Nr. (ges.) | Nr. (St.) | Deutscher Titel      | Originaltitel         | Erstausstrahlung UK | Deutschsprachige Erstausstrahlung (ZDF) | Regie             | Drehbuch         | Zuschauer (UK) |
| --- | --------- | -------------------- | --------------------- | ------------------- | --------------------------------------- | ----------------- | ---------------- | -------------- |
| 24 | 1         | Der Tod und die Lady | A Talent for Life     | 3. Jan. 2003        | 4. Dez. 2011                            | Sarah Hellings    | David Hoskins    | 9,23 Mio.      |
| Die über 70-jährige Isobel Hewitt lebt in vollen Zügen und ist allseits beliebt – dass sie keinen Penny besitzt, wissen nur ihre nächsten Angehörigen. Als sie mit einem Liebhaber erschlagen am Flussufer aufgefunden wird, beginnt die mühsame Suche nach einem Motiv; parallel hat der Anglerverein Probleme mit Wilderei. Den scheinbaren Suizid des Hauptverdächtigen klärt Gavin souverän auf und bringt damit Barnaby auf die richtige Fährte: Isobel hatte einen Mann, der sie mehr liebte als alles, furchtbar zurückgesetzt. |           |                      |                       |                     |                                         |                   |                  |                |
| 25 | 2         | Trau, schau, wem!    | Death and Dreams      | 10. Jan. 2003       | 15. Juli 2007                           | Peter Smith       | Peter J. Hammond | 9,46 Mio.      |
| In Midsomer Worthy ereignen sich eigenartige Morde, die wie inszenierte Suizide wirken. Barnaby zieht Dr. Moore, eine ehemalige Kollegin, hinzu. Diese betreibt inzwischen eine psychiatrische Klinik, in der sich auch einige Gewalttäter befinden. Die Morde scheinen zunächst überhaupt keinen Zusammenhang zu haben, und Barnaby muss sich durch viele falsche Spuren wühlen. Durch eine Zeugenaussage kommt er auf die Kinder von Dr. Moore, die abgöttisch an ihrer Mutter hängen. Sobald ihr jemand zu nahe ist, töten sie diesen – angefangen mit ihrem eigenen Vater vor etlichen Jahren. Inzwischen haben sie aber auch Spaß am Töten. |           |                      |                       |                     |                                         |                   |                  |                |
| 26 | 3         | Der Tod malt mit     | Painted in Blood      | 17. Jan. 2003       | 8. Jan. 2012                            | Sarah Hellings    | Andrew Payne     | 9,45 Mio.      |
| Die ältliche Ruth Fairfax, in einem Malkurs mit Joyce Barnaby, wird erstochen und entpuppt sich als junge attraktive Frau in Verkleidung. Als die Ermittlungen abrupt vom Sicherheitsdienst übernommen werden, ermittelt Barnaby trotz Verbot auf eigene Faust weiter, weil ihm das spanisch vorkommt. Indizien bringen ihn auf die wahre Identität des Opfers sowie darauf, dass es um eine Beute von 5 Millionen geht, die unerkannt im Tresor der lokalen Bankfiliale liegt. |           |                      |                       |                     |                                         |                   |                  |                |
| 27 | 4         | Das Haus des Satans  | A Tale of Two Hamlets | 24. Jan. 2003       | 22. Juli 2007                           | Peter Smith       | Alan Plater      | 9,28 Mio.      |
| Die traditionsreiche Gutsherrenfamilie von Upper Warden wird nach und nach liquidiert – ganz am Anfang fliegt Jungschauspieler Larry Smith spektakulär in die Luft. Die Familie birgt manche Geheimnisse und hält damit sehr hinterm Berg, zudem ist das Verhältnis zum benachbarten heruntergekommenen Lower Warden zerrüttet. Tom Barnaby deckt ein Komplott auf, in dem der sympathische Koch Danny die Familie um ihr ganzes Erbe bringen sollte – bis Danny selbst ermordet wird. |           |                      |                       |                     |                                         |                   |                  |                |
| 28 | 5         | Unglücksvögel        | Birds of Prey         | 31. Jan. 2003       | 15. Jan. 2012                           | Jeremy Silberston | Michael Russell  | 9,32 Mio.      |
| Viele Menschen haben in einen dementen Erfinder Millionen investiert, als er ein Projekt für ein treibstoffloses Fahrzeug ankündigte. Als er stirbt, hat er außer einem Tretroller nichts zuwege gebracht – und wo ist das Geld? Weitere Menschen sterben, weil eine vom Leben enttäuschte Frau endlich mal das Glück auf ihre Seite bringen will, bis sie schließlich von den Jagdfalken ihrer Schwester zur Strecke gebracht wird. In einer Nebenhandlung kümmert sich Troy um illegalen Handel mit Wildvogeleiern. |           |                      |                       |                     |                                         |                   |                  |                |

## Staffel 7
| Nr. (ges.) | Nr. (St.) | Deutscher Titel                   | Originaltitel            | Erstausstrahlung UK | Deutschsprachige Erstausstrahlung (ZDF) | Regie             | Drehbuch             | Zuschauer (UK) |
| --- | --------- | --------------------------------- | ------------------------ | ------------------- | --------------------------------------- | ----------------- | -------------------- | -------------- |
| 29 | 1         | Blut ist dicker …                 | The Green Man            | 2. Nov. 2003        | 23. März 2008                           | Sarah Hellings    | Michael Russell      | 10,10 Mio.     |
| Bei Restaurierungsarbeiten an einem historischen Kanal stürzt eine Decke eines Tunnels ein, wobei unter mehreren alten Skeletten auch ein weniger altes zum Vorschein kommt. Barnaby ermittelt Identität und Todesursache, während Troy (frisch zum Inspektor aufgestiegen) sich um einige Jugendliche kümmert, die den alten Einsiedler Tom mobben. Als zwei der Jungen erschossen werden, ist allein der friedliche Tom tatverdächtig – wie sich herausstellt, der Sohn und Mörder des Erschlagenen im Tunnel, damals vom Ermittler in Schutz genommen. Letzter Auftritt von DS Gavin Troy |           |                                   |                          |                     |                                         |                   |                      |                |
| 30 | 2         | Immer wenn der Scherenschleifer … | Bad Tidings              | 4. Jan. 2004        | 22. Jan. 2012                           | Peter Smith       | Peter J. Hammond     | 9,96 Mio.      |
| Cully möchte ein Zehnjahrestreffen mit ihren Schulfreundinnen Cathy, Lynn und Rachel organisieren, während Barnaby einen brutalen Mord an der jungen Fiona untersucht und im Dorf das Fest der offenen Gärten bevorsteht. Wie Cully feststellt, verstehen sich ihre Ex-Freundinnen zum Teil überhaupt nicht mehr, und Lynn hat eine uneheliche Tochter, die bei Rachel aufwächst und die niemand sehen darf. Als das Geheimnis in Gefahr gerät, beginnt Lynn zu morden. Nebenbei fühlt sich der nach Midsomer strafversetzte Dan Scott anfangs dort überhaupt nicht wohl. Erster Auftritt von DS Daniel Scott |           |                                   |                          |                     |                                         |                   |                      |                |
| 31 | 3         | Grab des Grauens                  | The Fisher King          | 11. Jan. 2004       | 29. Jan. 2012                           | Richard Holthouse | Isabelle Grey        | 9,71 Mio.      |
| Der Hobby-Archäologe David Heartley-Reade möchte am keltischen Grabhügel „Midsomer Barrow“ eine große Sonnwendfeier veranstalten, von der er sich mystische Auswirkungen auch auf sein Privatleben erhofft. Sein Vater Paul hatte dort 30 Jahre zuvor keltische Grabbeigaben entdeckt, die jedoch abhanden kamen, als sein Kollege bei einem Einsturz getötet wurde. Barnaby muss üble Verwicklungen und überraschende Vaterschaften aufdecken, um herauszufinden, dass der norwegische Archäologe Per Hansen tatsächlich Paul ist, der den Diebstahl seiner Arbeit rächen will. |           |                                   |                          |                     |                                         |                   |                      |                |
| 32 | 4         | Der Club der toten Autoren        | Sins of Commission       | 18. Jan. 2004       | 30. März 2008                           | Peter Smith       | Elizabeth-Anne Wheal | 10,17 Mio.     |
| Auf dem Midsomer St Michael Literary Festival ist die Bestsellerautorin Jezebel Tripp zu Gast und Teil der Jury. Es kommt zu einigen rätselhaften Morden unter ortsansässigen Autoren, der Verleger Sam Callahan macht krumme Geschäfte, und ein Ex-Sträfling ist auch zur Stelle. Erst ganz am Schluss fällt es Tom wie Schuppen von den Augen: Ghostwriterin aller getöteten Autoren war eine alte Dame, die das Geheimnis zu verraten drohte, worauf man beschloss, sie zu töten. Als ausgebildete Agentin hat sie alle vier beseitigt. |           |                                   |                          |                     |                                         |                   |                      |                |
| 33 | 5         | Tod im Liebesnest                 | The Maid in Splendour    | 25. Jan. 2004       | 9. Dez. 2012                            | Richard Holthouse | Andrew Payne         | 10,24 Mio.     |
| Im Wald von Midsomer Worthy wird ein junger Mann erschossen aufgefunden. Jeder mochte ihn, ein Motiv ist undenkbar. Im Dorf gärt es allerdings, weil ein Immobilienhai ein Haus nach dem anderen aufkauft und veredelt. Als auch der Pub „Maid in Splendour“ geschlossen werden soll, wird der Inhaber auf dem Weg zum Vertragsabschluss erschossen. Doch nicht der Verkauf ist das Mordmotiv: Ein alter Mann wird von einer Frau vergöttert, ist jedoch in deren Tochter verliebt und tötet alle, die ihm dabei querkommen. |           |                                   |                          |                     |                                         |                   |                      |                |
| 34 | 6         | Brennen sollst du!                | The Straw Woman          | 29. Jan. 2004       | 6. Apr. 2008                            | Sarah Hellings    | Jeff Dodds           | 10,03 Mio.     |
| Die junge Lehrerin Liz lässt einen alten Dorfbrauch wiederaufleben: die rituelle Verbrennung einer Strohpuppe. In der allerdings der Pfarrer gefesselt ist und lebend verbrennt, was eine regelrechte Hexenjagd auf Liz einsetzen lässt. Weitere Leute verbrennen durch scheinbare spontane Selbstentzündung. Verdächtigt werden auch der alternde und todkranke Partylöwe Alan Clifford, der das Herrenhaus gekauft und dessen Kapelle zum Liebesnest umgewidmet hat, dessen Geliebte und dessen persönliche Ärztin, die alternative Behandlungsmethoden bevorzugt. Mörderin ist die Geliebte, die sich nichts sehnlicher wünscht als einen gemeinsamen Liebestod, und gleichzeitig versucht, der Ärztin (und Konkurrentin um die Gunst Cliffords) die Morde anzuhängen. |           |                                   |                          |                     |                                         |                   |                      |                |
| 35 | 7         | Haus voller Hass                  | Ghosts of Christmas Past | 25. Dez. 2004       | 25. Dez. 2012                           | Renny Rye         | David Hoskins        | 9,60 Mio.      |
| Es ist Weihnachten, und die Familie sieht sich wieder – wieso nur werden dabei auf die leicht senile alte Mutter zwei Mordanschläge verübt? Tom Barnaby entblättert mühsam eine finstere Vergangenheit um den neun Jahre zurückliegenden Selbstmord des schwarzen Schafs der Familie, wobei die Kunst der Illusion, die Barnaby lange in die Irre führt, und der aufgeweckte Junge Howard, der ihm diese Kunst erklären kann, wesentliche Rollen spielen. |           |                                   |                          |                     |                                         |                   |                      |                |

## Staffel 8
| Nr. (ges.) | Nr. (St.) | Deutscher Titel            | Originaltitel                    | Erstausstrahlung UK | Deutschsprachige Erstausstrahlung (ZDF) | Regie             | Drehbuch          | Zuschauer (UK) |
| --- | --------- | -------------------------- | -------------------------------- | ------------------- | --------------------------------------- | ----------------- | ----------------- | -------------- |
| 36 | 1         | Nachts, wenn du Angst hast | Things That Go Bump in the Night | 10. Okt. 2004       | 6. Juli 2008                            | Peter Smith       | Peter J. Hammond  | 8,56 Mio.      |
| Die spiritistische Vereinigung um das Medium Rosetta Price wird nicht nur von kirchlicher Seite kritisiert. Deren erstaunlich persönliche Weissagungen über kürzlich Verstorbene sind ebenso rätselhaft wie das Wiederauftauchen einer eigentlich mitbegrabenen Brosche. Wurde Bestatter Pennyman deshalb ermordet? Er war nicht beliebt, hatte sich an Verstorbenen bereichert und hatte etliche Feinde, darunter seinen eisenbahnbegeisterten Ex-Partner, der Fletcher’s Cross wieder ans Schienennetz anschließen will.                                                                                        |           |                            |                                  |                     |                                         |                   |                   |                |
| 37 | 2         | Nass und tot               | Dead in the Water                | 17. Okt. 2004       | 7. Juli 2011                            | Renny Rye         | Douglas Watkinson | 9,13 Mio.      |
| Die Regatta des Midsomer Rowing Club muss unterbrochen werden, als die im Wasser treibende Leiche des Geschäftsführers des Vereins gefunden wird. Da er als Schürzenjäger bekannt war, kommen viele betrogene Ehemänner oder enttäuschte Geliebte in Frage – aber eine geheime Gesellschaft von vier Männern trifft sich auch regelmäßig auf einem Boot, um, wie Tom Barnaby herausfindet, einen massiven Versicherungsbetrug zu planen. |           |                            |                                  |                     |                                         |                   |                   |                |
| 38 | 3         | Die Blumen des Bösen       | Orchis Fatalis                   | 9. Jan. 2005        | 20. Mai 2012                            | Peter Smith       | Terry Hodgkinson  | 8,74 Mio.      |
| Die „Gelbe Roth“ (Paphiopedilum rothschildianum flavum), deren letztes bekanntes Exemplar von Borneo nach England geschmuggelt wurde, löst eine Mordserie aus: Ihre Besitzer werden nacheinander getötet. Die tiefsitzenden Animositäten in der Orchideenzüchtervereinigung Midsomer Malham sowie die undurchsichtige Rolle eines Ex-Knackis täuschen eine Zeitlang über das wirkliche Motiv hinweg: ein Botanikstudent will mit der „Roth“ soviel Geld wie möglich verdienen und verachtet die Züchter, die sie einfach nur anschauen (und darüber ihre Frauen vernachlässigen) möchten.                         |           |                            |                                  |                     |                                         |                   |                   |                |
| 39 | 4         | Erben oder Sterben?        | Bantling Boy                     | 16. Jan. 2005       | 13. Juli 2008                           | Sarah Hellings    | Steve Trafford    | 8,80 Mio.      |
| Nachdem Außenseiter „Bantling Boy“ den Causton Cup gewonnen hat, liegt ein hohes Kaufgebot für ihn vor. Doch die Erbengemeinschaft, der er gehört, ist zerstritten – und wird nacheinander mit einem Hammer erschlagen. Es geht dabei aber weder ums Pferd noch ums Geld. Der neunjährige Peter hat mitbekommen, dass er unehelicher Nachkomme und damit Erbe der Bantlings ist, und manipuliert mit Hilfe eines Computerspiels seinen leicht debilen Onkel Geoffrey, der für ihn die „Ehre des Bantling“ wiederherstellt, indem er alle tötet, die um Peters Herkunft wissen.                                    |           |                            |                                  |                     |                                         |                   |                   |                |
| 40 | 5         | Blick in den Schrecken     | Second Sight                     | 23. Jan. 2005       | 27. Mai 2012                            | Richard Holthouse | Tony Etchells     | 8,69 Mio.      |
| Glücksspiel hat in Midsomer Mere keine Chance, denn die Hälfte der Einwohner hat das Zweite Gesicht. Das hat vor vielen Jahren schon eine Schulklasse vor dem Tod gerettet. Doch jetzt erschüttert eine merkwürdige Mordserie das Dorf. Der Bruder des ersten Opfers macht rätselhafte Experimente an lebenden Menschen, doch auch er wird ermordet. Im Kampf um seine letzten drei Gläubigen geht der fanatische Pfarrer buchstäblich über Leichen und zeigt selbst beim Ablegen seines Geständnisses keinerlei Reue – er glaubt nur in Gottes Auftrag gehandelt zu haben.                                       |           |                            |                                  |                     |                                         |                   |                   |                |
| 41 | 6         | Tief unter der Erde        | Hidden Depths                    | 13. März 2005       | 23. Dez. 2012                           | Sarah Hellings    | David Hoskins     | 8,56 Mio.      |
| Der Anwalt Nick Turner fällt kopfüber vom Dach seines Hauses, sein Freund Jack ist unauffindbar verschwunden. Barnaby muss erst, im Keller eingeschlossen, einen Trickbetrug lösen, bei dem Nick von seinen Freunden Jack, Otto und Mike mit dem angeblich wertvollen Inhalt eines sagenhaften Weinkellers übers Ohr gehauen wurde, um darauf zu kommen, dass er und seine Frau sich dafür blutig rächen und am Anfang gar nicht Nick, sondern Jack vom Dach gestürzt und als Nick identifiziert wurde. |           |                            |                                  |                     |                                         |                   |                   |                |
| 42 | 7         | Die Leiche ist heiß        | Sauce for the Goose              | 3. Apr. 2005        | 6. Jan. 2013                            | Renny Rye         | Andrew Payne      | 9,73 Mio.      |
| Im Flaschensterilisator von Plummer’s Relish wird die nackte Leiche eines Mannes gefunden, der im Lager zu Tode gequetscht wurde. Die Eigentümer sind über die Zukunft des Werkes uneinig, die ältliche Mutter wird sogar mit einer gefaketen Leiche vor ihrem Fenster zu Tode erschreckt, um ihr das Stimmrecht zu nehmen. Der Getötete hatte bei der Konkurrenz gearbeitet, die Plummer’s aufkaufen wollte, doch sein Vater hat noch eine ganz andere Rechnung offen. Begangen haben den Mord zwei der Eigentümer, die aber auch viele Geheimnisse voreinander haben.                                           |           |                            |                                  |                     |                                         |                   |                   |                |
| 43 | 8         | Melodie des Todes          | Midsomer Rhapsody                | 2. Okt. 2005        | 20. Juli 2008                           | Richard Holthouse | Richard Cameron   | 6,97 Mio.      |
| Bei der Hausratversteigerung der Musikerin Joan Alder, die durch ihre „Midsomer Rhapsody“ berühmt wurde, taucht ein Manuskript dieses Werkes auf, das die Entstehungsgeschichte revolutioniert und weitere Personen an den Tantiemen beteiligen wird. Bis Joans zurückgezogener Witwer sich zu erkennen gibt und arglos einen Brief Joans ans Alder-Museum verkauft, dessen Handschrift beweist, dass das neue Manuskript eine Fälschung ist. Nun kann der Fälscher nur noch Zeugen beseitigen, während die Legenden um Joans bitteres Ende nach und nach aufgeklärt werden. Letzter Auftritt von DS Daniel Scott |           |                            |                                  |                     |                                         |                   |                   |                |

## Staffel 9
| Nr. (ges.) | Nr. (St.) | Deutscher Titel            | Originaltitel               | Erstausstrahlung UK | Deutschsprachige Erstausstrahlung (ZDF) | Regie             | Drehbuch                                     | Zuschauer (UK) |
| --- | --------- | -------------------------- | --------------------------- | ------------------- | --------------------------------------- | ----------------- | -------------------------------------------- | -------------- |
| 44 | 1         | Fluch über Winyard         | The House in the Woods      | 9. Okt. 2005        | 27. Juli 2008                           | Peter Smith       | Barry Simner                                 | 8,49 Mio.      |
| Winyard ist ein verfallenes Haus in Midsomer Newton, in dem es spuken soll, das aber trotzdem Kaufinteressenten hat. Doch die Maklerin möchte es sich billig unter den Nagel reißen, um es modernisiert verkaufen zu können. Ein junges Paar wird vor dem Haus ermordet aufgefunden, mit dem Verkäufer, der im Hotel wohnt, stimmt etwas nicht, und der Junge Philip Merrick nimmt im alten Haus heimlich Klavierstunden. Ben Jones, zunächst in Uniform, schlüpft in einen Anzug und hilft Barnaby, das verzwickte Verhältnis zweier Brüder zu entwirren sowie einen 18 Jahre alten Polizistenmord aufzuklären. Erster Auftritt von PC Ben Jones                                                                 |           |                            |                             |                     |                                         |                   |                                              |                |
| 45 | 2         | Die tote Königin           | Dead Letters                | 26. Feb. 2006       | 3. Aug. 2008                            | Renny Rye         | Peter J. Hammond                             | 8,54 Mio.      |
| In Midsomer Barton versteht man zu feiern, und in der Eichapfelwoche geht es hoch her. Leider wird zu Beginn eine Frau tot aufgefunden, die Mutter der verstorbenen Eichapfelkönigin Bella acht Jahre zuvor. Später werden der Arzt und ein Farmer ermordet. Hat Lustmolch Alistair, Lieblingssohn der furchtbaren Fettwachtel Ursula, dem kaum ein Mädchen jung genug ist, etwas damit zu tun? Nein, der etwas simple Farmarbeiter Rob hat den Schuldigen den Tod seiner geliebten Bella – sie wurde verführt, zur Abtreibung gezwungen und starb an den Folgen – niemals verziehen. |           |                            |                             |                     |                                         |                   |                                              |                |
| 46 | 3         | Der Krieg der Witwen       | Vixen’s Run                 | 5. März 2006        | 4. Jan. 2009                            | Peter Smith       | Michael Aitkens                              | 8,94 Mio.      |
| Sir Freddy versammelt seine zahlreichen Exfrauen um sich und stirbt während eines opulenten Gelages, als er gerade eine Ansage machen wollte. Sein Testament wird vernichtet, sein Anwalt ermordet, als zwischen seinen Exen ein umfassender Zickenkrieg losbricht, bei dem es nicht nur um einen legendären Smaragdschatz geht, der im Herrenhaus vermutet wird. Wie Bullard herausfindet, war Sir Freddy unfruchtbar – von wem stammen dann seine Kinder ab, wer wird letztlich alles erben? Seine letzte Frau geht für ihren eigenen Sohn auf Nummer Sicher. |           |                            |                             |                     |                                         |                   |                                              |                |
| 47 | 4         | Die Spur führt ins Meer    | Down Among the Dead Men     | 12. März 2006       | 11. Jan. 2009                           | Renny Rye         | Douglas Watkinson                            | 8,07 Mio.      |
| Als Martin Barrett brutal erschossen wird und sich herausstellt, dass er ein widerlicher Erpresser war, gibt es genug Verdächtige und genug falsche Spuren: die kleptomanische Putzfrau, die ihn mit Informationen versorgt hat, oder das Ehepaar Florian mit undurchsichtigen Geschäften an der Südküste. Bei letzterem findet sich schließlich die Mordwaffe. Erst die Schrotkugeln aus geschenkten Kaninchen bringen Barnaby darauf, dass er die Falschen verhaftet hat – ein Ex-Polizist hat die Mordwaffe den Florians untergeschoben. |           |                            |                             |                     |                                         |                   |                                              |                |
| 48 | 5         | Erst morden, dann heiraten | Four Funerals and a Wedding | 12. Juni 2006       | 19. Apr. 2009                           | Sarah Hellings    | Elizabeth-Anne Wheal                         | 7,29 Mio.      |
| Beim Skimmington-Ritt in Broughton werden traditionell die Männer von den Frauen gedemütigt, doch nun wird der Pfarrer erschossen. Eine kurz zuvor gestorbene alte Dame wurde vergiftet. Wie tief die Gräben sind, zeigt sich bei der Ankündigung einer Hochzeit. Um die Morde aufzuklären, muss Barnaby tief in die Geschichte des Herrenhauses hinabsteigen: Bei einem Brand vor Jahrzehnten hat die Haushälterin ihr eigenes Kind gerettet und es später als den Nachkommen der Gutsfamilie ausgegeben, daher muss sie jetzt verhindern, dass das ans Licht kommt. |           |                            |                             |                     |                                         |                   |                                              |                |
| 49 | 6         | Pikante Geheimnisse        | Country Matters             | 19. Juni 2006       | 13. Jan. 2013                           | Richard Holthouse | Andrew Payne                                 | 5,80 Mio.      |
| Elverton, ein Dorf voller verzwickter Affären, entzweit sich über den geplanten Bau eines Supermarkts auf der grünen Wiese. Dafür soll ein angeblich kontaminiertes Gewerbegelände billig aufgekauft und gereinigt werden. Der Bodengutachter wird erstochen aufgefunden. Er hat unter falschen Namen amouröse Abenteuer im Dorf erlebt, die dort vielfältig angeboten wurden. Als er bei einem Telefonat beobachtet wurde, in dem er sich weigerte, ein falsches Gutachten zu unterzeichnen, wurde er verprügelt, erlitt einen Schlaganfall und wurde anschließend erstochen. |           |                            |                             |                     |                                         |                   |                                              |                |
| 50 | 7         | Tote singen nicht          | Death In Chorus             | 26. Juni 2006       | 18. Jan. 2009                           | Sarah Hellings    | David Harsent (als Pseudonym David Lawrence) | 6,28 Mio.      |
| Der Kirchenchor von Midsomer Worthy will unbedingt den Chorwettbewerb gewinnen, doch der konkurrierende, sehr ehrgeizige Kantor von Causton kämpft mit harten Bandagen. Als sogar einige der Sänger umgebracht werden und sich herausstellt, dass das erste Opfer ein vorbestrafter Kunstfälscher war, entblättert sich ein Drama aus gescheiterten Beziehungen, Eifersüchteleien und einem Gutsherrn mit Spielschulden. Dieser wollte er mit einer Kunstfälschung begleichen, die aber schiefgeht. So sieht sich gezwungen, seine eigene Frau unter Drogen zu setzen und schleichend zu vergiften. |           |                            |                             |                     |                                         |                   |                                              |                |
| 51 | 8         | Mörder-Falle               | Last Year’s Model           | 3. Juli 2006        | 25. Jan. 2009                           | Richard Holthouse | David Hoskins                                | 8,78 Mio.      |
| Ein Gerichtsdrama, das mit Festnahme und Prozess gegen Annie Woodrow wegen Mordes an ihrer besten Freundin Frances Trevelyan beginnt. Sie beteuert ihre Unschuld, doch der Fall scheint klar, sie war um die Tatzeit am Tatort und Frances' Gatten ebenso zugeneigt wie er ihr – auch wenn es sich nicht um eine Affäre handelte. Während der Prozess fortschreitet, kommen Barnaby zunehmend Zweifel, vor allem im Gespräch mit Prue, Frances’ Freundin und einer von ihm geschätzten Psychologin. Frances’ Mutter schlägt schließlich vor, den wahren Mörder, der sie beim Verkauf ihres Hauses und der darin enthaltenen antiken Möbel übervorteilt hat, zum Mord an ihr zu provozieren, um ihn zu überführen. |           |                            |                             |                     |                                         |                   |                                              |                |

## Staffel 10
| Nr. (ges.) | Nr. (St.) | Deutscher Titel          | Originaltitel            | Erstausstrahlung UK | Deutschsprachige Erstausstrahlung (ZDF) | Regie             | Drehbuch          | Zuschauer (UK) |
| --- | --------- | ------------------------ | ------------------------ | ------------------- | --------------------------------------- | ----------------- | ----------------- | -------------- |
| 52 | 1         | Tanz in den Tod          | Dance with the Dead      | 12. Nov. 2006       | 26. Apr. 2009                           | Peter Smith       | Peter J. Hammond  | 7,80 Mio.      |
| Auf dem alten Fliegerhorst bei Cooper’s Cross wird ein junger Mann in einem alten Auto aufgefunden, mit Abgas vergiftet. Spuren deuten auf einen Paarsuizid, doch seine Freundin Laura ist unauffindbar. Nach und nach kommt heraus, dass die leichtlebige junge Laura etliche Frauen und Männer in Morton Fendle um ihren Finger gewickelt und ausgenutzt hat, bis eine deutlich ältere Frau es nicht mehr aushielt, Laura mit anderen teilen zu müssen. Sie schlug die beiden nieder und täuschte einen Suizid vor. Als Laura aus dem Auto entkommen konnte, wurde sie separat erschlagen und verscharrt. |           |                          |                          |                     |                                         |                   |                   |                |
| 53 | 2         | Das Tier in Dir          | The Animal Within        | 19. Jan. 2007       | 16. Mai 2010                            | Renny Rye         | David Hoskins     | 6,95 Mio.      |
| Faith Alexander kommt aus den USA ihren Onkel Rex Masters besuchen. Das ruft Erstaunen und Empörung hervor, da Rex erzählt hat, sie sei ein Jahr zuvor ums Leben gekommen. Sie trifft Rex jedoch nicht an. Als er tot aufgefunden wird, kommt eine Kaskade von Testamenten zum Vorschein. Doch nicht Habgier war das Motiv für den Mord, sondern ein dunkles Kapitel in Rex’ Leben – eine lustvolle Nacht mit der späteren Missionarin „Mama Lucy“ Lucinda, deren Sohn eine Seligsprechung anstrebt und ihr Ansehen um jeden Preis unbefleckt lassen will. |           |                          |                          |                     |                                         |                   |                   |                |
| 54 | 3         | Ein Sarg aus China       | King’s Crystal           | 26. Jan. 2007       | 30. Mai 2010                            | Peter Smith       | Steve Trafford    | 6,88 Mio.      |
| Auf einer Geschäftsreise nach China zur wirtschaftlichen Rettung von King’s Crystal stirbt Alan, einer der Inhaber, bei einem Autounfall. Als sein Bruder Charles ein halbes Jahr später Alans Witwe heiratet und die Firma Konkurs anmelden muss, geraten Familie und Belegschaft in erbitterten Streit. Charles und Buchhalter Peter wird von der Belegschaft vorgeworfen, Gelder in erheblichem Umfang zur Seite geschafft zu haben. Erst wird Peter ermordet, dann Alans Sohn Ian. Bei einer Hamlet-Aufführung kommt Barnaby die Erleuchtung, dass die Morde nicht alle miteinander zusammenhängen. Ian hatte die Buchhaltungsunterlagen aus der Firma holen wollen, wurde vom Buchhalter überrascht und erstach ihn im Handgemenge. Charles tötete seinen Neffen, da er herausgefunden hatte, dass sein Vater von Charles, mit Peter als Mitwisser, ermordet wurde. |           |                          |                          |                     |                                         |                   |                   |                |
| 55 | 4         | Mord mit Groove          | The Axeman Cometh        | 2. Feb. 2007        | 3. Mai 2009                             | Renny Rye         | Michael Aitkens   | 6,87 Mio.      |
| Beim Midsomer-Bluesrock-Festival will die alte Gruppe „Hired Gun“ ihr großes Revival feiern, doch schon beim Auftritt wird die Sängerin Mimi Clifton (Suzi Quatro) durch einen Stromschlag auf der Bühne getötet, später explodiert das Motorrad des Gitarristen, und der Schlagzeuger ertrinkt im Pool. Eifersüchteleien und alte Vorwürfe beherrschen das Privatleben der Band, es gibt ein Gewirr von Motiven. Barnaby muss erst herausfinden, dass der Gitarrist eine Beziehung mit einem Groupie hatte, von der seine Tochter stammt, und sich jetzt an den Bandkollegen rächt, die seine Freundin zerstört haben. |           |                          |                          |                     |                                         |                   |                   |                |
| 56 | 5         | Denn Du bist Staub       | Death and Dust           | 8. Mai 2007         | 14. Juli 2011                           | Sarah Hellings    | Douglas Watkinson | 6,18 Mio.      |
| Der junge Arzt Alan Delaney wird nachts in einem provozierten Autounfall ermordet. Da er den Wagen seines Praxiskollegen James Kirkwood fuhr, vermutet Barnaby, dass James das Ziel des Anschlags war. Dies bestätigt sich, als später versucht wird, ihm Eisenteile auf den Kopf fallen zu lassen. James möchte Delyth Mostyn heiraten und um die Welt reisen. Dafür will Delyth ihren Anteil am Familiengrundbesitz in Wales verkaufen, wodurch ihre Kinder um ihr erhofftes Erbe kämen und zudem auffliegen würde, dass ihr Sohn diesen Grundbesitz ohne sie zu fragen als Sicherheit für eine Geschäftshypothek eingesetzt hat. Delyths Ex-Mann lebt in Wales und hasst Ärzte, da sie die Schließung der Schieferminen wegen der vielen Staublungen unter den Mitarbeitenden erzwangen und so die Familienfirma in den Ruin trieben. So kommt es bei einer Gruppenwanderung auf den Snowdon zu einem neuen Mordanschlag, der gerade noch verhindert werden kann. Täter ist allerdings der Cousin von Delyth, der plant, mit der ersten millionenschweren Rate einer EU-Förderung für den Aufbau einer Kunststeinfertigung aus Schieferstaub abzuhauen. Erster Auftritt von WPC Gail Stephens |           |                          |                          |                     |                                         |                   |                   |                |
| 57 | 6         | Kameraschüsse            | Picture of Innocence     | 3. Juni 2007        | 31. Mai 2009                            | Richard Holthouse | Andrew Payne      | 7,31 Mio.      |
| Gehen die Morde in der sehr konservativen Gesellschaft für Fotografie auf ihren erbitterten Kampf gegen die aufkommende digitale Fotografie zurück? Es scheint so, doch schließlich wird auch der Anführer des „digitalen“ Lagers ermordet. Motiv für die Serie ist Eifersucht, und der jugendliche Täter will sogar Barnaby selbst einen Mord anhängen, in der (falschen) Meinung, dieser habe mit seiner Angebeteten etwas gehabt. Barnaby wird dabei von einem Kollegen schikaniert, der den Fall übernommen hat, vor allem aber damit beschäftigt ist, seine eigene Hochzeit zu planen. Mit der Frau, die Ursache der Eifersucht ist... |           |                          |                          |                     |                                         |                   |                   |                |
| 58 | 7         | Mit Gift und Guillotine  | They Seek Him Here       | 21. Aug. 2007       | 6. Juni 2010                            | Sarah Hellings    | Barry Purchese    | 7,98 Mio.      |
| Im Herrenhaus von Midsomer Magna wird der Lokalroman „Das scharlachrote Siegel“ verfilmt – eine Verbindung zur Französischen Revolution inkl. Guillotine. Dabei treffen mehrere Leute zusammen, die zwar eine alte Freundschaft, aber auch ein dunkles Geheimnis um ein totgeborenes Kind verbindet. Der abgehalfterte Schauspieler Raymond nimmt mit Hilfe der Guillotine Rache an allen, die er für den Tod seines geliebten Freundes Ted verantwortlich macht. In einer Nebenhandlung führt der bankrotte Gutsherr einen Versicherungsbetrug aus. |           |                          |                          |                     |                                         |                   |                   |                |
| 59 | 8         | Geliebt, gejagt, getötet | Death in a Chocolate Box | 28. Aug. 2007       | 13. März 2011                           | Richard Holthouse | Tony Etchells     | 6,88 Mio.      |
| In Midsomer Holm leitet Gina Colby ein Resozialisierungsprogramm. Sie war früher selbst bei der Polizei mit ihrem Mann Jack, doch beide haben gekündigt, weil Jack Sexorgien in der Zelle mit Lady Holm geduldet hat, die dafür von ihrem Mann erschlagen wurde. Nun wird erst Jack ermordet, dann ein Knacki aus dem Programm, und alles deutet auf denselben Täter wie damals, also Lord Holm. Doch wegen einiger Ungereimtheiten rollt Tom den alten Fall neu auf und kommt dahinter, dass Lady Holm gar nicht von ihrem Mann, sondern von Gina erschlagen wurde, weil sie mit ihrem Mann Sex hatte. In der Resoz treffen alle wieder aufeinander, und Gina muss weiter morden, um ihr Geheimnis zu bewahren. |           |                          |                          |                     |                                         |                   |                   |                |

## Staffel 11
| Nr. (ges.) | Nr. (St.) | Deutscher Titel              | Originaltitel         | Erstausstrahlung UK | Deutschsprachige Erstausstrahlung (ZDF) | Regie             | Drehbuch             | Zuschauer (UK) |
| --- | --------- | ---------------------------- | --------------------- | ------------------- | --------------------------------------- | ----------------- | -------------------- | -------------- |
| 60 | 1         | Wenn der Morgen graut        | Shot at Dawn          | 1. Jan. 2008        | 3. Apr. 2011                            | Richard Holthouse | Michael Aitkens      | 6,62 Mio.      |
| In Midsomer Parva besteht eine lange Fehde zwischen den Hicks und den Hammonds, zumal Tommy Hicks 1916 wegen Fahnenflucht von einem Hammond hingerichtet wurde. Als der Hicks-Clan dessen gealterten Sohn mit einer Scheinhinrichtung erschrecken will, wird er tatsächlich erschossen, und als dann eine Hicks-Hammond-Heirat angekündigt wird, wird die Aufregung nicht kleiner. |           |                              |                       |                     |                                         |                   |                      |                |
| 61 | 2         | Ganz in Rot                  | Blood Wedding         | 10. Mai 2008        | 21. Juli 2011                           | Peter Smith       | David Lawrence       | 7,20 Mio.      |
| Auf einer Hochzeit der Adelsfamilie Fitzroy wird die Brautjungfer brutal ermordet. Die Fitzroys zeigen sich äußerst arrogant und bringen Tom und Ben zur Weißglut, Tom ist außerdem von Cullys bevorstehender Hochzeit gestresst. Doch gerade die bringt ihn auf richtige Gedanken: Es geht um Familienehre und Erbschaft. Die Braut hatte ein Verhältnis mit ihrem Schwager, das nicht ans Licht kommen durfte, und ein uneheliches Fitzroy-Kind durfte auf keinen Fall sein Erbteil beanspruchen. Zu Cullys Hochzeit wird Tom schließlich mit Blaulicht gefahren. Gastauftritt von DI Gavin Troy                  |           |                              |                       |                     |                                         |                   |                      |                |
| 62 | 3         | Kind des Todes               | Left for Dead         | 24. Mai 2008        | 16. Jan. 2011                           | Renny Rye         | Michael Crompton     | 7,25 Mio.      |
| In Dunston wird ein sehr zurückgezogen lebendes Ehepaar im Haus tot aufgefunden. Kurz darauf wird ein rücksichtsloser Geschäftsmann brutal getötet, ebenso eine Braut auf ihrer Hochzeitsfeier, eine zweite Frau überlebt einen Brandanschlag nur knapp. Tom Barnaby muss erst den Fall des 19 Jahre zuvor spurlos verschwundenen Patrick lösen: Er wurde von vier anderen Kindern aus purer Laune zu Tode schikaniert, überlebte jedoch knapp und nimmt jetzt Rache, nachdem er zufällig seine wahre Identität erfahren hat.                                                                                       |           |                              |                       |                     |                                         |                   |                      |                |
| 63 | 4         | Leben und Morden in Midsomer | Midsomer Life         | 31. Mai 2008        | 6. März 2011                            | Peter Smith       | David Hoskins        | 7,16 Mio.      |
| Guy Sandys, Chefredakteur des Kulturmagazins „Midsomer Life“, ist wegen seiner gehässigen Verrisse ziemlich unbeliebt. Er wird in seinem Büro erstochen aufgefunden, kurz nachdem der tote Mann seiner Ex im Wald ums Leben kam. Als die Empfangsdame des von ihm verrissenen „Morecroft Hotel“ von einer interessanten Beobachtung erzählt, wird auch sie getötet, und ein Hotelgast ist spurlos verschwunden. Die Morde hängen an einem Mordprozess 14 Jahre zuvor, den eine Boulevard-Journalistin manipuliert hat, um eine gute Story zu bekommen – jetzt fürchtet sie die Rache des verurteilten Unschuldigen. |           |                              |                       |                     |                                         |                   |                      |                |
| 64 | 5         | Der Wald der lebenden Toten  | The Magician’s Nephew | 14. Juni 2008       | 20. März 2011                           | Richard Holthouse | Michael Russell      | 7,01 Mio.      |
| Eine Frau stirbt bei einer Halloween-Zaubervorstellung, ein Antiquar stirbt in Glasscherben, ein Forscher wird erschlagen. Streit liegt zwischen Anhängern eines Schamanenkultes und ihren Kritikern, und in der Bibliothek des Forschers erhofft sich die Hexe Isolde ein so machtvolles Buch, dass sie die Dämonen, die ihre Mutter wahnsinnig gemacht haben, damit vertreiben kann. Ihr Bruder Tristan denkt derweil praktischer und nimmt blutige Rache an denen, die seine Mutter einst in den Kult aufgenommen und damit psychisch destabilisiert haben.                                                      |           |                              |                       |                     |                                         |                   |                      |                |
| 65 | 6         | Ein missratener Sohn         | Days of Misrule       | 5. Juli 2008        | 2. Jan. 2011                            | Renny Rye         | Elizabeth-Anne Wheal | 5,89 Mio.      |
| Der missratene Sohn ist James Parker. Er verführt und erpresst reihenweise Frauen und ist Mitinhaber einer Spedition, die nebenbei Sportwagen schmuggelt, wie sich herausstellt, als in der Lagerhalle eine Bombe hochgeht. Tom ärgert sich über seinen neuen Vorgesetzten Cotton, der alle gewachsenen Strukturen über den Haufen wirft, doch findet er den Mörder noch rechtzeitig vor dem Heiligen Abend: James’ Vater, ein Captain, dem Treue und Ehre über alles geht, hat die Unmöglichkeiten seines Sohnes nicht mehr ertragen.                                                                              |           |                              |                       |                     |                                         |                   |                      |                |
| 66 | 7         | Die Untoten von Barton Woods | Talking to the Dead   | 5. Aug. 2008        | 9. Jan. 2011                            | Sarah Hellings    | David Harsent        | 5,92 Mio.      |
| Vier Menschen sind spurlos verschwunden, sie alle lebten am Spukwald Barton Woods. Während ein professioneller Geisterbeschwörer versucht, die Geister der vor Jahrhunderten hingemetzelten Mönche zu beruhigen, werden zwei der Vermissten tot aufgefunden, der dritte hat die Sprache verloren. Mit dem Wald stimmt etwas nicht, und Tom Barnaby kommt an die Grenzen seines Verstandes, bis er entdeckt, dass hinter den Geschehnissen eine Antiquitätenschieberbande ihr Unwesen treibt. |           |                              |                       |                     |                                         |                   |                      |                |

## Staffel 12
| Nr. (ges.) | Nr. (St.) | Deutscher Titel               | Originaltitel          | Erstausstrahlung UK | Deutschsprachige Erstausstrahlung (ZDF) | Regie             | Drehbuch         | Zuschauer (UK) |
| --- | --------- | ----------------------------- | ---------------------- | ------------------- | --------------------------------------- | ----------------- | ---------------- | -------------- |
| 67 | 1         | Mord – nur für Mitglieder     | The Dogleg Murders     | 22. Juli 2009       | 20. Jan. 2013                           | Richard Holthouse | Andrew Payne     | 6,14 Mio.      |
| Die Angehörigen des Aufnahmekomitees des elitären Golfclubs Whiteoaks werden nacheinander auf raffinierte Weisen ermordet. Tom Barnaby tappt lange im Dunkeln, bis er dahinterkommt, dass die Stewardin des Clubs zu Wucherzinsen Geld an Mitglieder verleiht, mit denen diese ihre Wetten finanzieren, und mit Hilfe dieser Schulden den Vorstand unter Druck setzt, um ihre persönlichen Ziele zu erreichen. |           |                               |                        |                     |                                         |                   |                  |                |
| 68 | 2         | Morden ist auch eine Kunst    | The Black Book         | 5. Aug. 2009        | 3. Feb. 2013                            | Peter Smith       | Nicholas Martin  | 6,28 Mio.      |
| Die ältliche Felicity Law findet angeblich auf ihrem Dachboden ein bis dahin unbekanntes Gemälde des Malers Hogson, das bei der nächsten Auktion einen Rekordpreis im Bietwettbewerb zwischen der örtlichen Hogson-Gesellschaft, einem örtlichen und einem ausländischen Sammler erzielt. Law stiftet das Geld der örtlichen Kunstschule, wird jedoch kurz darauf gefoltert und ermordet. Ein weiteres Hogson-Bild und ein Notizbuch werden gestohlen sowie ein ehemaliger, vorbestrafter Kunstschüler und ein zwielichtiger örtlicher Galerist umgebracht. Mit viel Detailrecherche enthüllt Tom Barnaby einen Kunstskandal – das Bild gehört zu einer Serie von Fälschungen, die der verstorbene Gründer der Kunstschule angefertigt hatte. Von Zeit zu Zeit wird eines gefunden und verkauft, um die Schule zu finanzieren. Der ausländische Sammler soll einen hohen Geldbetrag zahlen für das Notizbuch, in dem der Fälscher die für ein Hogson-Original nicht passenden Details seiner Bilder aufgeschrieben hatte, um den Wert seiner (auch Fälschungen enthaltenden) Sammlung nicht zu schmälern. Schließlich kann Barnaby die Mörderin, die Vorsitzende der Hogson-Gesellschaft, kurz vor der Flucht mit dem Flugzeug verhaften, während der Sammler und die Tochter des Fälschers, die inzwischen die Kunstschule leitet, gemeinsam Notizbuch und gefälschte Bilder verbrennen. |           |                               |                        |                     |                                         |                   |                  |                |
| 69 | 3         | Sportler und Spione           | Secrets and Spies      | 29. Juli 2009       | 24. März 2013                           | Renny Rye         | Michael Aitkens  | 6,90 Mio.      |
| Der frühere Geheimagent Geoffrey Larkin wird in Allenby House untergebracht, das von den Ex-Agenten Sir Malcolm Frazer (der minutiös seine eigene Beerdigung probt), seinem Sohn Nicky und dessen Frau Jenny als sichere Unterkunft betrieben wird. Doch nach einem Cricketspiel wird Geoffrey getötet, wofür die Einwohner ein rätselhafte Bestie verantwortlich machen. Barnaby, selbst Ex-Agent, erkennt schnell Verbindungen zum Kalten Krieg, wo ein geheimer Tunnel unter der Berliner Mauer durch Verrat aufflog, und jetzt geht alles um die Akte, die den Verräter bezeichnet. |           |                               |                        |                     |                                         |                   |                  |                |
| 70 | 4         | Sag Ja und stirb!             | The Glitch             | 23. Sep. 2009       | 31. März 2013                           | Richard Holthouse | Michael Russell  | 6,34 Mio.      |
| Während eine Fahrrad-Pilgerfahrt vorbereitet wird, geht der „Kübelmann“ um, der nachts Sportwagen der Mitarbeiter von „SoftEarth“ mit Farbe übergießt. SoftEarth hat ein neues Computersystem entwickelt, das in der Flugsicherung eingesetzt werden soll, doch der Hauptentwickler hält es für fehlerhaft und will seine Bedenken veröffentlichen. Das kann die Firma und die angeschlossene Hochschule viel Geld kosten, und so kommt es zu einer Mordserie. |           |                               |                        |                     |                                         |                   |                  |                |
| 71 | 5         | Böse kleine Welt              | Small Mercies          | 28. Okt. 2009       | 30. Juni 2013                           | Peter Smith       | Peter J. Hammond | 6,43 Mio.      |
| Wie Gulliver wurde Richard Tanner im Little-Worthy-Miniaturdorf an den Boden gefesselt, als hätten ihn die Modell-Einwohner getötet. Seine zu junge Freundin Christa wird bei der Jux-Regatta brutal erstochen. Und was hat es mit den kleinen Gräbern vor der Kirche auf sich? Der alte Modellbauer gesteht die Morde, als ihm klar wird, wer sie begangen hat – seine uneheliche Tochter, die etwas infantile Hotelangestellte Bernice, die das Miniaturdorf als die wirkliche Welt ansieht und am Schluss sogar noch einen vierten Mord an ihrer Adoptivmutter berichtet. |           |                               |                        |                     |                                         |                   |                  |                |
| 72 | 6         | Über den Dächern von Chattham | The Creeper            | 27. Jan. 2010       | 7. Juli 2013                            | Renny Rye         | Andrew Payne     | 6,35 Mio.      |
| Ein Einbrecher, dem nichts verschlossen zu sein scheint und der deshalb „die Kletterpflanze“ genannt wird, versetzt die Gegend in Angst, auch die Wohnung von Barnabys Vorgesetztem sucht er heim. Gleichzeitig wird bei einem Familientreffen das enfant terrible der Adelsfamilie im Bett tot aufgefunden – mit dem Kissen erstickt. Er wollte ein Buch über die Familie schreiben – was sollte dabei auf keinen Fall herauskommen? |           |                               |                        |                     |                                         |                   |                  |                |
| 73 | 7         | Schreie in der Nacht          | The Great and the Good | 14. Apr. 2010       | 14. Juli 2013                           | Richard Holthouse | David Hoskins    | 5,46 Mio.      |
| Immer wieder glaubt die hübsche junge Lehrerin, in ihrer Wohnung nachts Schritte zu hören. Jeder hält das für Einbildung, bis eine Mordserie in ihrem Garten einsetzt, an der sie sich schließlich selbst für schuldig hält, da sie schlafwandelt. Tom Barnaby kommt aber der richtigen Lösung auf die Spur: Die junge Frau wurde mit raffinierten technischen Mitteln gestalkt. |           |                               |                        |                     |                                         |                   |                  |                |

## Staffel 13
| Nr. (ges.) | Nr. (St.) | Deutscher Titel              | Originaltitel               | Erstausstrahlung UK | Deutschsprachige Erstausstrahlung (ZDF) | Regie             | Drehbuch         | Zuschauer (UK) |
| --- | --------- | ---------------------------- | --------------------------- | ------------------- | --------------------------------------- | ----------------- | ---------------- | -------------- |
| 74 | 1         | Du musst dran glauben!       | The Made-to-Measure Murders | 10. Feb. 2010       | 21. Juli 2013                           | Renny Rye         | Michael Aitkens  | 5,53 Mio.      |
| Gerald Woodleys Tod durch Herzinfarkt vor zwei Jahren belastet weiterhin seine Hinterbliebenen (Sohn, Ehefrau, Bruder). Seine Witwe Sonya wird auf dem Weg zum Pfarrer ermordet, wenig später auch dieser. Obwohl sein Büro durchwühlt wird, fehlt nichts. Barnaby erkennt, dass seine Familie den prügelnden Tyrann Gerald sterben ließ, bevor sie den Notruf wählte. Doch die Morde haben einen anderen Grund: Der äußerlich fromme und innerlich verdorbene Grundbesitzer Milton hatte Affären mit vielen Frauen des Dorfes. Als Sonya einen Liebesbrief einer Farmersfrau findet und an den Pfarrer weitergibt, versucht Milton, diesen wiederzuerlangen und die Mitwisser zu beseitigen. |           |                              |                             |                     |                                         |                   |                  |                |
| 75 | 2         | Köpfen ist auch keine Lösung | The Sword of Guillaume      | 12. Mai 2010        | 28. Juli 2013                           | Peter Smith       | Michael Aitkens  | 7,02 Mio.      |
| Die Partnerschaft zwischen Causton und Brighton soll wiederbelebt werden, indem der Bürgermeister dort an der Küste billiges Bauland für Ferienhäuser aufkauft. Tom Barnaby nimmt an der Busreise teil. Als dort ein verhasster Investor in der Geisterbahn enthauptet wird, tut sich Tom mit seinem Cousin und Brightoner Kollegen John zusammen, und zusammen decken sie ein Konsortium von illegaler Landversilberung und In-die-eigene-Tasche-Wirtschaften auf, an dem beide Bürgermeister beteiligt sind. Erster Auftritt von DCI John Barnaby |           |                              |                             |                     |                                         |                   |                  |                |
| 76 | 3         | Blut am Sattel               | Blood on the Saddle         | 8. Sep. 2010        | 22. Dez. 2013                           | Richard Holthouse | David Lawrence   | 6,07 Mio.      |
| Wie im Wilden Westen: Zwei verfeindete Familien streiten sich seit Generationen bis aufs Blut um ein eigentlich wertloses Stück Land, während ein korrupter Anwalt eine rechtskräftige Besitzurkunde entweder finden oder fälschen soll. Zur Feindschaft kommt auch noch Erpressung und Zeugenbeseitigung – bis zum überraschenden Showdown, einem klassischen Western-Duell zwischen Barnaby und „Billy the Kid“. |           |                              |                             |                     |                                         |                   |                  |                |
| 77 | 4         | Geisterwanderung             | The Silent Land             | 22. Sep. 2010       | 29. Dez. 2013                           | Peter Smith       | Peter J. Hammond | 5,45 Mio.      |
| Auf dem Friedhof von March Magna wird Gerald Ebbs tot aufgefunden – kurz nachdem Joyce abends jemanden angefahren hat. Der Friedhof gehört zu einem unheimlichen ehemaligen Sanatorium. Erst als Jeff Bowmaker, der im Dorf Geistertouren veranstaltet, auf einer solchen ermordet wird, kommt Barnaby auf die Lösung: Der alte Florist im Dorf war stinkwütend auf Gerald, weil dieser verhindert hat, dass seine Frau auf dem lokalen Friedhof beerdigt wird. |           |                              |                             |                     |                                         |                   |                  |                |
| 78 | 5         | Mord von Meisterhand         | Master Class                | 6. Okt. 2010        | 12. Jan. 2014                           | Renny Rye         | Nicholas Martin  | 6,10 Mio.      |
| Es ist eine große Ehre, zu den drei Personen in der Pianisten-Meisterklasse von Sir Michael Fielding zu gehören. Warum nur hat die junge Pianistin Zoe aus Midsomer am Flussufer so irritierende Visionen, u. a. von einer verfolgten jungen Frau, die erst einen Säugling versteckt und dann Selbstmord im Fluss begeht? Zwanzig Jahre zuvor war tatsächlich eine junge Frau von der gleichen Brücke gesprungen, der örtliche Geistliche hatte die Polizei alarmiert und Barnaby ermittelt. Ein weiterer junger Pianist treibt sich noch in der Gegend herum und spricht davon, seine Aufnahme in die Meisterklasse zu erzwingen. Dann werden ein anderer Meisterschüler, mit dem sie zu einem Stelldichein verabredet war, sowie der Geistliche ermordet, nachdem er das Ergebnis eines DNA-Vergleichstests erhalten hat. Zudem erleiden Zoes Eltern, kurz nachdem sie ihr eröffnen haben, dass sie adoptiert wurde, einen schweren Autounfall. Schließlich deckt Barnaby auf, dass Sir Michael gleichzeitig Zoes Vater und Großvater ist und nun sie schwängern will. So will er, der fragwürdigen Vererbungslehre von Francis Galton folgend, sein musikalisches Talent immer weiter vervielfachen. Dazu musste er mit Hilfe seiner weiteren Kinder bei Zoe jede anderweitige sexuelle Begegnung ausschließen. Zoes Visionen sind ihre verborgenen Erinnerungen. Sie selbst war der Säugling, den ihre Mutter versteckt und der Geistliche gefunden und inoffiziell an ein Paar mit Kinderwunsch weitergegeben hatte. |           |                              |                             |                     |                                         |                   |                  |                |
| 79 | 6         | Unter die Gürtellinie        | The Noble Art               | 13. Okt. 2010       | 19. Jan. 2014                           | Richard Holthouse | Barry Purchese   | 5,70 Mio.      |
| Ein Boxer aus Midsomer wird Weltmeister! Während die einen feiern, sehen sich andere vor dem Ruin, weil sie falsch gewettet haben, und lassen nichts unversucht, um ihren Einsatz doch noch zu retten. Dabei kommt es zu mehreren Morden, offenbar geht es um ein bestimmtes Dokument. Barnaby tappt lange im Dunkeln, bis er erkennt, dass er sich in einem Menschen ganz gewaltig getäuscht hat – dann stellt er ihm eine Falle. |           |                              |                             |                     |                                         |                   |                  |                |
| 80 | 7         | Eine Schande für das Dorf    | Not in My Back Yard         | 12. Jan. 2011       | 5. Jan. 2014                            | Peter Smith       | David Lawrence   | 6,93 Mio.      |
| Schon das Haus von Norman Swanscombe bringt das Dorf in Aufruhr – der moderne Bau passt nicht in die Umgebung. Dass er Neubaupläne für ein Stück Brachland hat, weckt Verschwörungstheorien. Die Wortführerin seiner Gegner wird ermordet, dann ein Befürworter nach dem anderen, aber lange bleiben die Verhältnisse undurchsichtig. Barnaby wollte schon den Falschen verhaften, als die gewiefte Planerin Liz Gerrard einen Fehler macht und ihr letzter Mord gerade noch verhindert werden kann. |           |                              |                             |                     |                                         |                   |                  |                |
| 81 | 8         | Gesund aber tot              | Fit For Murder              | 2. Feb. 2011        | 26. Jan. 2014                           | Renny Rye         | Andrew Payne     | 8,10 Mio.      |
| Joyce Barnaby überredet Tom zu einer Wellness-Kur. Am nächsten Morgen entdeckt Joyce eine tote Frau im Solebad, ein Mann verschwindet spurlos, ein weiterer wird von einem zusammenbrechenden Trainingsgerät erschlagen. Das Wellness-Hotel steht ohnehin vor der Pleite, um die Rechte am Anwesen wird erbittert gekämpft. Tom Barnaby, dabei auch mit seiner eigenen Vergangenheit konfrontiert, verkündet auf seiner Geburtstagsfeier, sofort in den Ruhestand zu gehen und seinem Cousin John das Amt zu übergeben. Letzter Auftritt von Tom Barnaby, Joyce Barnaby, Cully Barnaby und DC Gail Stephens. |           |                              |                             |                     |                                         |                   |                  |                |

## Staffel 14
| Nr. (ges.) | Nr. (St.) | Deutscher Titel                   | Originaltitel              | Erstausstrahlung UK | Deutschsprachige Erstausstrahlung (ZDF) | Regie             | Drehbuch                            | Zuschauer (UK) |
| --- | --------- | --------------------------------- | -------------------------- | ------------------- | --------------------------------------- | ----------------- | ----------------------------------- | -------------- |
| 82 | 1         | Unter Oldtimern                   | Death in the Slow Lane     | 23. März 2011       | 21. Sep. 2014                           | Richard Holthouse | Michael Aitkens                     | 6,44 Mio.      |
| Johns erster Fall in Causton dreht sich um eine Oldtimer-Show an einer Eliteschule. Eine hübsche und beliebte, aber charakterlich unmögliche Schülerin arbeitet nebenbei als Bardame und handelt mit Drogen, und der lange zurückliegende Tod eines Rennfahrers ist neu aufzurollen, als in einem Gebäude der Schule seine Leiche auftaucht. Zum Glück halten zwei aufgeweckte junge Schülerinnen für das Schultagebuch alles Mögliche auf Video fest. Erster Auftritt von Hund Sykes |           |                                   |                            |                     |                                         |                   |                                     |                |
| 83 | 2         | Mr. Bingham ist nicht zu sprechen | Dark Secrets               | 30. März 2011       | 28. Sep. 2014                           | Simon Langton     | Michael Aitkens                     | 6,32 Mio.      |
| Den hyperkorrekten Beamten des Sozialamtes mag niemand, aber warum wird er tot aus dem Fluss gefischt? Er hatte sich zuvor mit den geheimnisvollen alten Binghams befasst, die vor 35 Jahren ihre Kinder aus dem Haus geworfen haben, welche dabei tödlich verunglückten, und hatte dabei herausgefunden, dass Binghams Tochter noch am Leben war. Pech, denn der alte Mr. Bingham geht über Leichen, wenn es um die Ehre seiner Familie geht, und macht nicht einmal vor seiner eigenen Frau Halt. Erster Auftritt von Sarah Barnaby |           |                                   |                            |                     |                                         |                   |                                     |                |
| 84 | 3         | Gesegnet sei die Braut            | Echoes of the Dead         | 20. Apr. 2011       | 5. Okt. 2014                            | Nick Laughland    | Peter J. Hammond                    | 5,47 Mio.      |
| Zwei junge Frauen werden kurz nacheinander brutal ermordet und als Bräute verkleidet. John Barnaby gibt die Suche nach einem Motiv schließlich auf, weil es kein logisches gibt, obwohl viele ihre Geheimnisse haben – der Werkzeughändler beobachtet junge Frauen durch Gucklöcher in seinen Häusern, der Barkeeper musste seinen Polizeidienst quittieren. Beim letzten Mord wird der Täter zufällig vom Voyeur gesichtet. Der fromme David Orchard hat in einer Art religiösen Wahns beschlossen, alle Bewohner, die jemals außerehelichen Sex hatten, zu töten.                                                                       |           |                                   |                            |                     |                                         |                   |                                     |                |
| 85 | 4         | Ein Funke genügt                  | The Oblong Murders         | 25. Mai 2011        | 12. Okt. 2014                           | Renny Rye         | David Hoskins                       | 5,33 Mio.      |
| Im Zentrum steht die spirituelle Gemeinschaft „Oblong“, in die sich Jones als verdeckter Ermittler einschleust, um das Verschwinden von Lucy Oliver zu untersuchen. Die Eltern der Vermieterin dieser Vereinigung sind bei einer Gasexplosion ums Leben gekommen, die John Barnaby für einen Mord hält. Doch wo ist das Motiv? Schließlich entdeckt er, dass die Eltern ein geheimes Darlehen gewährt hatten und dann plötzlich als Gläubiger beseitigt werden mussten, nebst sämtlichen Zeugen. Am Schluss ist eine Tagespension für Sykes gefunden, und George Bullard erklärt seinen Abschied. Letzter Auftritt von Dr. George Bullard |           |                                   |                            |                     |                                         |                   |                                     |                |
| 86 | 5         | Die Druiden kommen                | The Sleeper under the Hill | 21. Sep. 2011       | 19. Okt. 2014                           | Nick Laughland    | David Lawrence                      | 5,83 Mio.      |
| Ein Megalithenkreis, den örtlichen Druiden heilig, wird vom Landeigner unzugänglich gemacht – dann liegt er grausam getötet mittendrin. John glaubt nicht, dass es die Druiden waren, aber wer dann? Der örtliche Polizist lenkt den Verdacht auf einen Wilderer, wird jedoch von John als Lügner enttarnt und dann tot aufgefunden. Die Geschichte nimmt mehrere überraschende Wendungen. Als Mörder entpuppt sich ein verdeckter Kunstsammler, der einen sagenhaften Schatz nahe dem Steinkreis in die Finger bekommen will. Erster Auftritt von Dr. Kate Wilding                                                                       |           |                                   |                            |                     |                                         |                   |                                     |                |
| 87 | 6         | Das Biest muss sterben            | The Night Of The Stag      | 12. Okt. 2011       | 4. Jan. 2015                            | Simon Langton     | Nicholas Martin                     | 6,04 Mio.      |
| Beim Cider-Festival wird allen schlecht – in einem Fass findet sich die Leiche eines vermissten Steuerprüfers, der illegaler Brennerei auf die Schliche gekommen war. Die Bürgermeister zweier Dörfer planen, die „Stag Night“ wiederaufleben zu lassen, einen alten barbarischen Brauch zum kollektiven Frauentausch, um Inzucht zu vermeiden. John Barnaby gerät in einem dramatischen Showdown zwischen die Fronten. |           |                                   |                            |                     |                                         |                   |                                     |                |
| 88 | 7         | Vier Bräute für Christus          | A Sacred Trust             | 26. Okt. 2011       | 11. Jan. 2015                           | Renny Rye         | Rachel Cuperman und Sally Griffiths | 6,38 Mio.      |
| Der Orden Midsomer Priory ist auf vier Nonnen zusammengeschrumpft, von denen eine erdrosselt im Hühnerhof aufgefunden wird. Hat „Schulhengst“ Duncan etwas damit zu tun, der im Klosterwald beim Sex von einer Nonne überrascht wurde? Die Kirche ärgert sich darüber, dass man den Konvent nicht zur Vermietung des großen Gebäudes zwingen kann, solange er noch existiert. Die Priorin, Mother Julian, war früher Missionarin und hat eine Altlast mitgebracht: Duncans Vater hat in Afrika Gräueltaten verübt, und sie versucht ihn zu erpressen.                                                                                     |           |                                   |                            |                     |                                         |                   |                                     |                |
| 89 | 8         | Die Vögel                         | A Rare Bird                | 11. Jan. 2012       | 18. Jan. 2015                           | Nick Laughland    | Steve Trafford                      | 6,43 Mio.      |
| Birdwatcher Ralph Ford behauptet, einen Blaustirn-Wiedehopf gesehen zu haben, und bringt alle anderen Vogelbeobachter gegen sich auf. Vorsitzender Patrick Morgan wird erschlagen. Seine russische Frau Nina erteilt Ballettunterricht und ist schwanger, aber nicht von ihm. Birdwatcher Tim Whitley hat Tonaufnahmen, auf denen ein Schrei zu hören ist, direkt nach dem 12-Uhr-Läuten – doch nicht die Oboe von Michael, obwohl er vorgibt, sie zum Tatzeitpunkt gespielt zu haben. Er ist Nina aus Russland nach Midsomer gefolgt, weil er sie anbetet, und will sie nun für ihre Untreue bestrafen.                                  |           |                                   |                            |                     |                                         |                   |                                     |                |

## Staffel 15
| Nr. (ges.) | Nr. (St.) | Deutscher Titel             | Originaltitel        | Erstausstrahlung UK | Deutschsprachige Erstausstrahlung (ZDF) | Regie          | Drehbuch                         | Zuschauer (UK) |
| --- | --------- | --------------------------- | -------------------- | ------------------- | --------------------------------------- | -------------- | -------------------------------- | -------------- |
| 90 | 1         | Du bist tot!                | The Dark Rider       | 1. Feb. 2012        | 25. Jan. 2015                           | Alex Pillai    | Michael Aitkens                  | 6,94 Mio.      |
| Aus der Familiengeschichte der DeQuettevilles scheint der Kopflose Reiter zum Leben erweckt: Wer ihm begegnet, stirbt kurz darauf. Trotz mehrerer mysteriöser Todesfälle soll das jährliche, allerdings historisch falsche Spektakel einer Schlacht zwischen Cromwell und den Königstreuen auch dieses Jahr veranstaltet werden, doch geht es um alles: der reiche Nachbar Harry Fleetwood hat mit der adligen Familie um das Schlachtfeld gewettet. |           |                             |                      |                     |                                         |                |                                  |                |
| 91 | 2         | Ein Mörder kommt nach Hause | Murder of Innocence  | 21. März 2012       | 1. Feb. 2015                            | Renny Rye      | Elizabeth-Anne Wheal             | 5,60 Mio.      |
| Nach seiner Haftentlassung kommt der verurteilte Mörder Grady Felton nur nach Midsomer zurück, um sein Haus zu verkaufen. Dann geschehen mehrere Rachemorde, für die Grady aber solide Alibis hat. Als Grady selbst zum Opfer wird, scheint ihn das zu entlasten. Doch gibt es einige Ungereimtheiten, die nur eine Erklärung zulassen: Grady hat einen Doppelgänger, der in seinem Namen mordet, und wurde auch beim ersten Mal schon unschuldig verurteilt. |           |                             |                      |                     |                                         |                |                                  |                |
| 92 | 3         | Sonne, Mord und Sterne      | Written in the Stars | 25. Sep. 2012       | 15. Feb. 2015                           | Renny Rye      | Steve Trafford                   | 6,49 Mio.      |
| Während ganz Midsomer Stanton eine totale Sonnenfinsternis bestaunt, wird der Amateurastronom Jeremy Harper mit einem Meteoriten aus der Sammlung des Observatoriums erschlagen. Weitere Morde folgen, und Barnaby präsentiert sich ein Geflecht von akademischen Ränkespielen, wirtschaftlichen Problemen und finsteren Wahrsagereien um den Hügel Moonstone Ridge, auf dem das Observatorium steht und auf dem einige Jahre zuvor schon Jeremys Frau tot aufgefunden wurde. |           |                             |                      |                     |                                         |                |                                  |                |
| 93 | 4         | Der Tod geht ins Kino       | Death & The Divas    | 2. Jan. 2013        | 16. Aug. 2015                           | Nick Laughland | Rachel Cuperman, Sally Griffiths | 5,05 Mio.      |
| Die Schauspielerin Stella Harris soll im Mittelpunkt eines Filmfestivals stehen, doch ihre Schwester Diana Davenport stiehlt ihr die Show. Eine Mordserie setzt ein, deren Tatmuster akribisch den Harris-Filmen folgen. Geht es um ein geplantes Buch über Stella Harris? Und was hat der lokale Biogemüse-Auslieferer damit zu tun, der nebenbei Frauen sexuell beglückt und mit Drogen handelt? Ein handschriftlich datiertes Foto bringt Barnaby auf ein überraschendes Geheimnis um die beiden Schauspielschwestern. |           |                             |                      |                     |                                         |                |                                  |                |
| 94 | 5         | König Dame Tod              | The Sicilian Defence | 9. Jan. 2013        | 23. Aug. 2015                           | Alex Pillai    | Paul Logue                       | 6,95 Mio.      |
| Die 16-jährige Harriet erwacht nach einem Jahr aus dem Koma – sie war mit ihrem Liebhaber Finn ausgerissen und wurde im Wald allein bewusstlos aufgefunden. Finn ist verschwunden. Dann durchzieht eine Mordserie das örtliche Schachturnier, wobei jedes Opfer mit einem Abschnitt derselben bekannten Schachpartie ausstaffiert wird. Erstes Opfer ist Harriets Vater, später stirbt ein Schachmeister kurz vor dem Spiel gegen den schüchternen Jamie. Das 13-jährige Schachgenie ist in Harriet verliebt, seine ehrgeizige Mutter will ihn mit strenger Zucht zum Großmeister machen. Über den Tod des Schachmeisters freut sich der Betreiber des Pubs, in dem das Schachturnier stattfindet. Auch Finns Vater, Erfinder einer erfolgreichen Schachsoftware und von Harriet nicht begeistert, ist verdächtig. Als sich Harriet wieder an die Nacht erinnert, in der sie im Wald niedergeschlagen wurde, spitzen sich die Ereignisse zu. Barnaby findet schließlich heraus, dass eine der Ärztinnen, die Jamie damals zufällig, nachdem er Harriet und Finn niedergeschlagen hatte, um Hilfe gebeten hatte, für die Morde verantwortlich ist und auch Finn im Keller des Krankenhauses gefangen hält. |           |                             |                      |                     |                                         |                |                                  |                |
| 95 | 6         | Reif für die Rache          | Schooled in Murder   | 30. Jan. 2013       | 3. Jan. 2016                            | Andy Hay       | Lisa Holdsworth                  | 6,89 Mio.      |
| Die Produktion des Edelschimmelkäses „Midsomer Blue“ kommt zum Erliegen, als im Reifekeller eine Leiche gefunden wird. Eine verzweifelte Maßnahme, um die drohende Rationalisierung der Käseproduktion zu verhindern? Doch es gibt auch eine Verbindung zur örtlichen Privatschule, die von einer Stiftung der Käserei getragen wird und deren Leiterin ein strenges Regiment führt. Eine ehemalige Schülerin rächt sich für vergangene Demütigungen – zuletzt gar an der Leiterin selbst. Letzter Auftritt von DS Ben Jones |           |                             |                      |                     |                                         |                |                                  |                |

## Staffel 16
| Nr. (ges.) | Nr. (St.) | Deutscher Titel           | Originaltitel              | Erstausstrahlung UK | Deutschsprachige Erstausstrahlung (ZDF) | Regie              | Drehbuch                         | Zuschauer (UK) |
| --- | --------- | ------------------------- | -------------------------- | ------------------- | --------------------------------------- | ------------------ | -------------------------------- | -------------- |
| 96 | 1         | Wer mit Geistern spielt … | The Christmas Haunting     | 24. Dez. 2013       | 10. Jan. 2016                           | Nicholas Laughland | Chris Murray                     | 4,92 Mio.      |
| In Midsomer Swallow, dem meist-bespukten Dorf Englands, wird während einer Geisterwanderung ein Einwohner erstochen. Er war als Frauenheld bekannt, Eifersuchtsmotive gibt es genug. Doch dann wird ein zweiter erschlagen. Hat der kürzlich ins Dorf zurückgekehrte Soldat Ollie etwas damit zu tun? Er wurde als Schüler von den beiden Opfern gemobbt. Doch die Lösung liegt letztlich woanders, und Johns neuer Assistent Nelson bewährt sich glänzend. Erster Auftritt von DS Charlie Nelson |           |                           |                            |                     |                                         |                    |                                  |                |
| 97 | 2         | Da hilft nur beten        | Let Us Prey                | 8. Jan. 2014        | 17. Jan. 2016                           | Alex Pillai        | Paul Logue                       | 6,06 Mio.      |
| In der Krypta der weltberühmten Kirche von Midsomer St Claire wird ein mittelalterliches Fresko entdeckt, das die Pfarrerin um jeden Preis schützen und vermarkten will. Doch die darin dargestellten Foltermethoden scheinen jemanden zu einer Mordserie zu inspirieren. John Barnaby findet heraus, dass die Tochter des noch im Dorf lebenden Ex-Pfarrers gar nicht seine wirkliche Tochter ist, dies aber auf keinen Fall erfahren darf.                                                      |           |                           |                            |                     |                                         |                    |                                  |                |
| 98 | 3         | Der Trüffelschwein-Mörder | Wild Harvest               | 29. Jan. 2014       | 24. Jan. 2016                           | Renny Rye          | Rachel Cuperman, Sally Griffiths | 6,24 Mio.      |
| Ein Farmer wird tot im Wald gefunden – an einen Baum gefesselt, mit Trüffelöl eingerieben und danach lebendig von Wildschweinen angeknabbert. Bald werden weitere Leute vergiftet, und um ein ehrgeiziges Haute-Cuisine-Landrestaurant entwickelt sich eine komplizierte Geschichte aus Vergangenem, Rache und enttäuschter Liebe. |           |                           |                            |                     |                                         |                    |                                  |                |
| 99 | 4         | Flieg Mörder, flieg       | The Flying Club            | 5. Feb. 2014        | 31. Jan. 2016                           | Luke Watson        | Michael Aitkens                  | 6,05 Mio.      |
| Der Besitzer des Flugplatzes Finchmere Airfield wird spätabends am Flugplatz erschlagen und aus seinem eigenen Flugzeug abgeworfen. Entschlossene Fluglärmgegner gibt es, die Zukunft des Platzes ist unsicher, und die stolze Eignerfamilie wird von einer ungeklärten Episode aus dem Zweiten Weltkrieg überschattet. Ein Anschlag auf eine Kunstflugvorführung und ein aufgedeckter Schmuggelring bringen Barnaby darauf, dass falsche Fährten gelegt wurden.                                  |           |                           |                            |                     |                                         |                    |                                  |                |
| 100 | 5         | Barnaby muss reisen       | The Killings of Copenhagen | 12. Feb. 2014       | 31. Juli 2016                           | Alex Pillai        | Paul Logue                       | 6,17 Mio.      |
| Eric Calder, Besitzer einer erfolgreichen Keksfabrik, stirbt auf einer Geschäftsreise in einem Kopenhagener Hotel an einem Kontaktgift. In mühsamer Arbeit zusammen mit der dänischen Polizei entfalten Barnaby und Nelson ein Neiddrama – eine Vorarbeiterin der Fabrik ist davon überzeugt, der Chef habe sein erfolgreichstes Keksrezept von ihrer Mutter gestohlen, und will Rache üben. Erster Auftritt von Betty Barnaby                                                                    |           |                           |                            |                     |                                         |                    |                                  |                |

## Staffel 17
Die Dreharbeiten für die siebzehnte Staffel fanden von April bis August 2014 statt.
| Nr. (ges.) | Nr. (St.) | Deutscher Titel           | Originaltitel                 | Erstausstrahlung UK | Deutschsprachige Erstausstrahlung (ZDF) | Regie          | Drehbuch                         | Zuschauer (UK) |
| --- | --------- | ------------------------- | ----------------------------- | ------------------- | --------------------------------------- | -------------- | -------------------------------- | -------------- |
| 101 | 1         | Britisches Roulette       | The Dagger Club               | 28. Jan. 2015       | 8. Jan. 2017                            | Alex Pillai    | Chris Murray                     | 5,74 Mio.      |
| Auf dem Krimifestival in Luxton Deeping soll als Höhepunkt ein verschollenes Manuskript des drei Jahre zuvor tödlich verunglückten lokalen Erfolgsautors George Summersbee vorgestellt werden, doch es verschwindet, und mehrere Menschen sterben durch elektrisierende Roulettes. John Barnaby muss sich durch viele Ränkespiele wühlen, um herauszufinden, dass George Summersbees Tod nur vorgetäuscht war, was dessen Bruder, der immer in seinem Schatten stand, aber überhaupt nicht gefällt.                                                |           |                           |                               |                     |                                         |                |                                  |                |
| 102 | 2         | Mord mit Magie            | Murder by Magic               | 4. Feb. 2015        | 15. Jan. 2017                           | Charles Palmer | Rachel Cuperman, Sally Griffiths | 5,30 Mio.      |
| Das Wirken des Illusionskünstlers Gideon Latimer ist in Midsomer Oaks nicht unumstritten – der überreligiöse Kurat hält es für Satanismus und droht dem Künstler offen mit Gewalt im Namen Gottes. Mehrere Morde geschehen zum Teil während seiner Zaubershow, denen auch Gideons Frau zum Opfer fällt. Es hat mit Gideons Vergangenheit im Dorf zu tun, einem schlimm gelaufenen Dummejungenstreich, und Gideons Mutter beseitigt nun alle, die Gideons Glück ihrer Ansicht nach im Wege stehen.                                                  |           |                           |                               |                     |                                         |                |                                  |                |
| 103 | 3         | Ein mörderisch guter Song | The Ballad of Midsomer County | 11. Feb. 2015       | 22. Jan. 2017                           | Renny Rye      | Paul Logue                       | 5,12 Mio.      |
| Sind die Pläne, das traditionelle Folkmusik-Festival aus Lower Crosby in die Nähe von London zu verlegen, der Grund dafür, dass die leitenden Köpfe nach und nach getötet werden? „The Ballad of Midsomer County“ steht hinter dem Geschehen, der letzte Song, den der legendäre Johnny Carver in der Nähe des Dorfes aufnahm, bevor er sich erschoss. Als Nelson dahinterkommt, dass das gar kein Selbstmord war, entblättert sich ein Eifersuchtsdrama um das Band mit Johnnys letzter Aufnahme, auf dem sich auch seine Ermordung befindet.     |           |                           |                               |                     |                                         |                |                                  |                |
| 104 | 4         | Ein letzter Tropfen       | A Vintage Murder              | 18. Feb. 2015       | 29. Jan. 2017                           | Nick Laughland | Lisa Holdsworth                  | 4,68 Mio.      |
| Das Weingut Carnarby in Midsomer Vinae ist Anfeindungen ausgesetzt und steht nach einer vernichtenden, offenbar gekauften Live-Kritik vor dem Ruin. Kurz darauf wird die Kritikerin ermordet. Der örtliche Hotelbesitzer möchte das Weingut zu einem Spottpreis aufkaufen, wird jedoch auch ermordet. Der Fall steht in Verbindung zu einem Jahre zurückliegenden und bislang nicht aufgeklärten Unfall, bei dem ein kleines Mädchen getötet wurde. Ihre Mutter will Rache üben, trifft jedoch die Falschen. Letzter Auftritt von Dr. Kate Wilding |           |                           |                               |                     |                                         |                |                                  |                |

## Staffel 18
Im Februar 2015 verlängerte ITV die Serie um eine achtzehnte Staffel, die sechs Episoden beinhaltet.
| Nr. (ges.) | Nr. (St.) | Deutscher Titel           | Originaltitel               | Erstausstrahlung UK | Deutschsprachige Erstausstrahlung (ZDF) | Regie              | Drehbuch                        | Zuschauer (UK) |
| --- | --------- | ------------------------- | --------------------------- | ------------------- | --------------------------------------- | ------------------ | ------------------------------- | -------------- |
| 105 | 1         | Und wo sind die Leichen?  | Habeas Corpus               | 6. Jan. 2016        | 5. Feb. 2017                            | Alex Pillai        | Rachel Cuperman Sally Griffiths | 6,04 Mio.      |
| Die Leiche des gerade verstorbenen Gregory Lancaster verschwindet innerhalb von Minuten unauffindbar aus seinem Bett. Ein übler Scherz? Kurz darauf wird eine weitere Leiche auf dem Friedhof aus ihrem Grab entwendet. Da Gregorys Erbe Felix gegen den Protest der übrigen Familie das Gutshaus an seinen Freund Sonny Desai verkaufen möchte, gibt es viele Animositäten. Aber die Lösung hängt mit einem lange zurückliegenden Unfall auf einer von Felix geleiteten Polarexpedition zusammen. Erster Auftritt von Dr. Kam Karimore             |           |                           |                             |                     |                                         |                    |                                 |                |
| 106 | 2         | Alles Böse kommt von oben | The Incident At Cooper Hill | 13. Jan. 2016       | 16. Apr. 2017                           | Renny Rye          | Paul Logue                      | 5,90 Mio.      |
| Auf Cooper Hill kommt es immer wieder zu merkwürdigen Lichterscheinungen, daher ist es bei Ufologen beliebt. Mehrere zum Teil tödliche Unfälle ereignen sich dabei. Werden auf der benachbarten Militärbasis geheime Waffensysteme entwickelt? Oder wollte der äußerst zugeknöpfte Kommandant einfach nur verhindern, dass eine lesbische Beziehung seiner Tochter ans Tageslicht kommt? |           |                           |                             |                     |                                         |                    |                                 |                |
| 107 | 3         | Der Tod radelt mit        | Breaking The Chain          | 27. Jan. 2016       | 17. Apr. 2017                           | Rob Evans          | Chris Murray                    | 5,80 Mio.      |
| Beim Radrennen in Burwood Mantle wird der Etappensieger beim Abwärmen ermordet. John Barnaby und Nelson kämpfen sich durch Erpressung, Doping, enttäuschte Liebe und erbittertes Rivalentum, während weitere Morde folgen. Begangen werden sie von einem verzweifelten, mehrfach verstoßenen Mädchen – für ihre vermeintlich letzte Chance auf eine feste Beziehung tut sie alles. |           |                           |                             |                     |                                         |                    |                                 |                |
| 108 | 4         | Die Kunst stirbt zuletzt  | A Dying Art                 | 3. Feb. 2016        | 7. Jan. 2018                            | Matt Carter        | Jeff Povey                      | 5,54 Mio.      |
| Nicht alle in Angel’s Rise befürworten den neuen Skulpturengarten, aber ist das ein Grund, seinen Urheber bei der Eröffnung zu ermorden? Die weiteren Morde folgen einem Skizzenbuch, das Barnaby bei einem der führenden Künstler des Gartens gefunden hat, doch auch dieser wird schließlich ermordet – von der Frau, der er die Entwürfe schamlos gestohlen hat und die nun alle Beteiligten dafür bitter bestraft. |           |                           |                             |                     |                                         |                    |                                 |                |
| 109 | 5         | Heilige und Eilige        | Saints And Sinners          | 10. Feb. 2016       | 14. Jan. 2018                           | Renny Rye          | Lisa Holdsworth                 | 5,83 Mio.      |
| In Midsomer Cicely steht das jährliche Fest zu Ehren der namensgebenden Dorf-Märtyrerin bevor, als ein Archäologenteam ihr Skelett entdeckt. Das greift den erzkonservativen, diktatorischen Pfarrer an, der seine selbstkonstruierte Cicely-Geschichte als Wahrheit verbreitet und in der Krypta seit Jahren ihr angebliches Skelett ausstellt. Werden deshalb die Leiter der Ausgrabungen nacheinander ermordet? Oder liegt es doch an dem sagenhaften Schatz, der auch dort liegen soll?                                                         |           |                           |                             |                     |                                         |                    |                                 |                |
| 110 | 6         | Der Jahrmarktsmörder      | Harvest Of Souls            | 17. Feb. 2016       | 21. Jan. 2018                           | Nicholas Laughland | Caleb Ranson                    | 5,60 Mio.      |
| Zunächst deutet alles darauf hin, dass eine Schaustellerfamilie, die auf dem Jahrmarkt in Whitcombe Mallet gastiert, an der einsetzenden Mordserie schuld ist. Doch dann wird auch ihr ältester Sohn getötet, und John Barnaby muss ein altes Drama um verlorene Kinder und zerrissene Familien entblättern – einige Zeit zuvor musste ein schwerkrankes Kind sterben, weil seine leibliche Großmutter die Verwandtschaft weiterhin leugnen wollte, und dessen Vater nimmt nun grausam Rache. Letzter Auftritt von DS Charlie Nelson und Hund Sykes |           |                           |                             |                     |                                         |                    |                                 |                |

## Staffel 19
Am 18. Dezember 2016 zeigte ITV die erste Episode der neunzehnten Staffel.
| Nr. (ges.) | Nr. (St.) | Deutscher Titel           | Originaltitel                       | Erstausstrahlung UK | Deutschsprachige Erstausstrahlung (ZDF) | Regie          | Drehbuch                        | Zuschauer (UK) |
| --- | --------- | ------------------------- | ----------------------------------- | ------------------- | --------------------------------------- | -------------- | ------------------------------- | -------------- |
| 111 | 1         | Das untote Dorf           | The Village That Rose from the Dead | 18. Dez. 2016       | 28. Jan. 2018                           | Nick Laughland | Rachel Cuperman Sally Griffiths | 5,68 Mio.      |
| Als Little Auburn nach langer militärischer Nutzung seinem Besitzer zurückgegeben werden soll, ist in Great Auburn die Freude groß – doch der Kampf zwischen drei unterschiedlichen Konzepten zum Wiederaufbau wird mit harten Bandagen ausgetragen. Bevor der Besitzer sich entscheiden kann, wird er ermordet, und sein Testament setzt alle in Erstaunen. Bis sich herausstellt, was Little Auburn noch an Geheimnissen in sich trägt. Erster Auftritt von DS Jamie Winter und Hund Paddy |           |                           |                                     |                     |                                         |                |                                 |                |
| 112 | 2         | Mord in bester Absicht    | Crime and Punishment                | 4. Jan. 2017        | 20. Mai 2018                            | Renny Rye      | Paul Logue                      | 6,25 Mio.      |
| Das entlegene Dorf Bleakridge kann nur mit einer Nachbarschaftswache seiner hohen Kriminalität Herr werden. Die allerdings beschränkt sich nicht auf Verbrechensbekämpfung, sondern terrorisiert die Einwohnerschaft. Zwei ihrer Mitarbeiter werden ermordet. Die Chefin der Wache hatte eine Einbruchserie lanciert, um eine Kürzung der Fördermittel abzuwenden. Doch die Morde hängen mit einem tragischen, als Verkehrsunfall getarnten Mord vor zwei Jahren zusammen. |           |                           |                                     |                     |                                         |                |                                 |                |
| 113 | 3         | Das Cricket-Fieber        | Last Man Out                        | 11. Jan. 2017       | 23. Dez. 2018                           | Matt Carter    | Jeff Povey                      | 6,55 Mio.      |
| Eine neue, schnellere Art des Cricket soll in Lower Pampling eingeführt werden, was alle traditionellen Cricketfreunde in Empörung versetzt. Werden deshalb der Kapitän der siegreichen Mannschaft und sein Nachfolger getötet? Ben Jones als verdeckter Ermittler wird dritter Kapitän und bekommt dubiose Angebote. Zudem kehrt die Tochter einer ehemaligen Cricketkapitänin, die vor zwanzig Jahren von ihren besten Freundinnen "für immer" aus dem Dorf vertrieben wurde, zurück. Sie war damals schwanger, ihren Sohn gabn sie zur Adoption frei. Jones deckt gemeinsam mit Barnaby ein betrügerisches Netzwerk auf, das mit Wetten auf manipulierte Spiele viel Geld verdient hat, mit den Morden aber nichts zu tun hat. Was Jones am eigenen Leib erfährt. Die Cricketkapitänin tötete den Vater ihres Enkels, um zu verhindern, dass dies bekannt wird. Und der zweite Mord folgte, da das Opfer Zeuge des ersten Mordes war und sich als Erpresser versuchte. Gastauftritt von DI Ben Jones |           |                           |                                     |                     |                                         |                |                                 |                |
| 114 | 4         | Streicheln und töten      | Red in Tooth and Claw               | 18. Jan. 2017       | 13. Jan. 2019                           | Steve Hughes   | Lisa Holdsworth                 | 5,98 Mio.      |
| Bei der Kleintiershow in Belville werden nachts die Käfige im Schauzelt geöffnet, so dass die Kaninchen am nächsten Morgen um eine Leiche, Freund von Tegan, der rechten Hand der Organisatorin. Außerdem wurde das mehrfach preisgekrönte Zuchtkaninchen Herkules entführt. Später taucht Tegans angeblich toter Vater wieder auf und wird beinahe einbetoniert. Und ihre Mutter stirbt an einer allergischen Reaktion auf Kaninchenfell in der Autolüftung. Viele Motive sind denkbar, doch letztlich ist es ein Liebesdrama: Tegans bester Freund geht über Leichen, um Tegan endlich für sich zu gewinnen. Und Herkules war bereits vor der Show gestorben, der Eigentümer hatte lediglich das Double entführt, da er bereits namhafte Deckgebühren kassiert hatte. Auftritt von Oliver Marcet (Vertretung für Kam Karimore) |           |                           |                                     |                     |                                         |                |                                 |                |
| 115 | 5         | Stolz, Mord und Vorurteil | Death by Persuasion                 | 13. Mai 2018        | 20. Jan. 2019                           | Alex Pillai    | Chris Murray                    |                |
| Eine an einer Jane-Austen-Reenactment-Woche teilnehmende Journalistin wird vergiftet, die Tat wird von einer Drohne gefilmt. Die Drohnen liefern offiziell in einem Pilotprojekt (und ohne Kamera) Medikamente aus, doch können sie auch für Videoaufnahmen ausgerüstet werden. Die Apothekerin sowie die Betreiberin des örtlichen Jane-Austen-Tearooms sind gegen die Drohnenlieferungen. Der Drohnenpilot wird ermordet, und sein Laptop mit den Videoaufnahmen angezündet. Was soll verschleiert werden? James Oswood, der reiche Organisator der Jane-Austen-Aktion wird von einem ehemals gemobbten Mitschüler erpresst, weil James ein homosexuelles Verhältnis mit dem Mann von Nell, der Schwester seiner Frau, hat. Nell hat die Morde begangen, um die Vergangenheit endgültig ruhen zu lassen. Auftritt von Petra Antonescu (Vertretung für Kam Karimore) |           |                           |                                     |                     |                                         |                |                                 |                |
| 116 | 6         | Die verfluchte 9          | The Curse of the Ninth              | 20. Mai 2018        | 21. Apr. 2019                           | Matt Carter    | Julia Gilbert                   |                |
| Der Violinist Jacob Wheeler gewinnt ein Stipendium beim Nachwuchswettbewerb, obwohl er nicht der Beste war. Kurz darauf wird er mit einer Violinsaite erdrosselt, seine Stradivari verschwindet spurlos. Einen verzweifelten Mitbewerber gibt es. Aber auch dem ehrgeizigen musikalischen Leiter sind nicht alle im Orchester wohlgesonnen. Wie sich herausstellt, war der angebliche Jacob Wheeler ein Betrüger, der echte ist schon viele Jahre zuvor bei einer Jugendfreizeit ums Leben gekommen – aber das darf nicht ans Tageslicht. Letzter Auftritt von Dr. Kam Karimore |           |                           |                                     |                     |                                         |                |                                 |                |

## Staffel 20
Die Ausstrahlung der 20. Staffel begann am 10. März 2019.
| Nr. (ges.) | Nr. (St.) | Deutscher Titel                          | Originaltitel              | Erstausstrahlung UK | Deutschsprachige Erstausstrahlung (ZDF) | Regie          | Drehbuch         | Zuschauer (UK) |
| --- | --------- | ---------------------------------------- | -------------------------- | ------------------- | --------------------------------------- | -------------- | ---------------- | -------------- |
| 117 | 1         | Mord nach altem Rezept                   | The Ghost of Causton Abbey | 10. März 2019       | 22. Dez. 2019                           | Matt Carter    | Helen Jenkins    |                |
| In der kleinen Handwerksbrauerei in Causton Abbey wird in einem Sudkessel die zu Tode gekochte Leiche eines Mannes gefunden. Er hat als Ghostwriter die Memoiren mehrerer örtlicher Persönlichkeiten verfasst und dabei möglicherweise zu viel erfahren. Rätselhafterweise entspricht sein Gebiss dem eines vor drei Jahren für tot erklärten Mannes. Auch Emani, die Geschäftsführerin der Brauerei, wird ermordet – sie hatte zur Steigerung der Produktionskapazität billiges Industriebier zugekauft. Doch das tatsächliche Mordmotiv ist ein persönliches: Die Mutter von Emanis Stiefkindern wollte verhindern, dass ihre Kinder bei einer gewalttätigen Alkoholikerin aufwachsen. Erster Auftritt von Dr. Fleur Perkins                  |           |                                          |                            |                     |                                         |                |                  |                |
| 118 | 2         | Schmetterlinge sterben früh              | Death of the Small Coppers | 17. März 2019       | 29. Dez. 2019                           | Paul Harrison  | Chris Murray     |                |
| Ein passionierter Schmetterlingssammler wird brutal ermordet – aufgespießt an der Wand wie die Schmetterlinge in seiner Sammlung. Dreh- und Angelpunkt des Geschehens ist der „Circulus“, ein elitärer Club der Wissenden, der gerade Aufnahmeprüfungen abhält. Gemeinsam mit der dänischen Ermittlerin Birgitte Poulsen aus „Barnaby muss reisen“ findet Barnaby heraus, dass bei diesen Prüfungen Industriegeheimnisse übermittelt werden, weshalb schon früher Menschen sterben mussten. Doch der aktuelle Fall hat ein persönliches Motiv: Der junge Circulus-Anwärter Leo will Schmetterlingsfreundin Penny als Mutter haben und betrachtet alle, die sie seinem Vater streitig machen können, als Todfeinde – zuletzt sogar Jamie Winter. |           |                                          |                            |                     |                                         |                |                  |                |
| 119 | 3         | Was geschah wirklich auf Schloss Argo?   | Drawing Dead               | 19. Mai 2019        | 12. Jan. 2020                           | Toby Frow      | Jeff Povey       |                |
| Während des bedeutenden Comic-Festivals in Carver Valley wird Francesca Lounds, die seit zwei Jahren im Koma liegt, mit einem frisch gedruckten Comicheft erstickt. Die „Tatwaffe“ fällt insofern aus dem Rahmen ihrer Serie, als sie unverkennbar Personen aus dem Dorf karikiert. Barnaby muss erst das genaue Geschehen rekonstruieren, das Francesca ins Koma versetzt hat, um herauszufinden, wer im Dorf über wen was weiß und wer um jeden Preis verhindern musste, dass Francesca erwacht. |           |                                          |                            |                     |                                         |                |                  |                |
| 120 | 4         | Die Löwen sind los                       | The Lions of Causton       | 26. Aug. 2019       | 19. Jan. 2020                           | Matt Carter    | Nick Hicks-Beach |                |
| Mark Adler, Besitzer des Rugby-Clubs „Causton Lions“, wird ermordet. Er hatte aus dem lokalen Amateurclub eine Profimannschaft aus eingekauften Spielern gemacht, was von vielen kritisiert wird, außerdem gibt es einige private Affären. Dass der örtliche Chocolatier nebenbei von Erpressung lebt, indem er Geheimnisse fotografiert, wird ihm selbst zum Verhängnis. Lange ist der Starspieler Danny Wickham verdächtig, dem es an Selbstbeherrschung mangelt. Doch die Lösung des Falles liegt in einer mutwilligen Verletzung, die die Spielerkarriere des Trainers der Mannschaft beendet hat, was dessen Geliebter rächt, bevor er sich selbst tötet.                                                                                  |           |                                          |                            |                     |                                         |                |                  |                |
| 121 | 5         | Eine Hochzeit und dreieinhalb Todesfälle | Till Death Do Us Part      | 6. Jan. 2020        | 26. Jan. 2020                           | Renny Rye      | Helen Jenkins    |                |
| Laurel Newman wird während ihrer Hochzeit mit ihrem Korsett zu Tode gequetscht. Barnaby, mit Sarah auch unter den Hochzeitsgästen, entdeckt während seiner Ermittlungen immer mehr Motive: Laurel hat eine Call-In-Radioshow moderiert und sich mit ihrer streitlustigen Art viele Feinde gemacht, ihr Bräutigam wird von dessen Ex gehasst. Diese und eine weitere junge Frau werden ermordet, jeder Beteiligte scheint Geheimnisse zu haben. Die Lösung liegt im zurückliegenden Drogentod des jüngeren Bruders des Bräutigams: Dessen Mutter wollte die Wahrheit wissen, ging dafür zu weit und sah dann kein Zurück mehr. |           |                                          |                            |                     |                                         |                |                  |                |
| 122 | 6         | Ein Mords-Zirkus                         | Send in the Clowns         | 14. Jan. 2020       | 2. Feb. 2020                            | Nick Laughland | Julia Gilbert    |                |
| Während einer Zirkusvorstellung wird einer der zwei Clowns erschossen, scheinbar von seinem Partner. Zwar hatte er angekündigt, den Zirkus zu verlassen, doch je tiefer sich Barnaby (der an Coulrophobie leidet) und Winter mit Perkins’ Hilfe in die Angelegenheiten und persönlichen Verbindungen des vollkommen verschuldeten Zirkus begeben, desto mehr Mordmotive, aber auch Entlastungen ergeben sich, während der Hauptsponsor des Zirkus sowie der ortsansässige Bruder des Direktors auch getötet werden. Ein lang zurückliegender tödlicher Unfall – ebenfalls bei einer Vorstellung –, an dem der Direktor mitschuldig war, ist der Schlüssel zur Lösung.                                                                           |           |                                          |                            |                     |                                         |                |                  |                |

## Staffel 21
Im Juli 2019 begannen die Dreharbeiten zur 21. Staffel. Diese Staffel wurde im Vereinigten Königreich nicht in klassischer Weise im linearen Programm auf ITV erstausgestrahlt, sondern stand zunächst auf BritBox, einem Streamingdienst, zur Verfügung.

## Staffel 22
Die Dreharbeiten zu einer 22. Staffel mit sechs Episoden begannen im Oktober 2020.
| Nr. (ges.) | Nr. (St.) | Deutscher Titel                   | Originaltitel                    | Erstausstrahlung UK | Deutschsprachige Erstausstrahlung (ZDF) | Regie           | Drehbuch         | Zuschauer (UK) |
| --- | --------- | --------------------------------- | -------------------------------- | ------------------- | --------------------------------------- | --------------- | ---------------- | -------------- |
| 127 | 1         | Das Wolfmonster von Little Worthy | The Wolf Hunter of Little Worthy | 4. Apr. 2021        | 2. Jan. 2022                            | Matt Carter     | Chris Murray     |                |
| In Little Worthy werden das trendige Internet-Café „Hub“ sowie der esoterisch angehauchte Glampingplatz eher argwöhnisch betrachtet. Als Werbegag hat das „Hub“ einen lokalen Mythos von einem Wolfmonster entwickelt, das Menschen grausam ermordet. Als tatsächlich Morde nach diesem Schema geschehen, muss Barnaby sich durch viele mögliche Motive aus Hass, Neid und Eifersucht wühlen, bevor er darauf kommt, dass eine vor vielen Jahren als Kind verlassene Einwohnerin verzweifelt versucht, ihre Eltern zurückzugewinnen.                                                                                        |           |                                   |                                  |                     |                                         |                 |                  |                |
| 128 | 2         | Die Zierstich-Gesellschaft        | The Stitcher Society             | 11. Apr. 2021       | 9. Jan. 2022                            | Roberto Bangura | Jeff Povey       |                |
| Die „Stitcher Society“ kümmert sich um die Rehabilitation von Patienten einer Herzoperation. Dabei kommt nicht nur Fitness-Training zum Einsatz, sondern auch japanische Kampfkunst. |           |                                   |                                  |                     |                                         |                 |                  |                |
| 129 | 3         | Alles für die Familie             | Happy Families                   | 3. Okt. 2021        | 16. Jan. 2022                           | Audrey Cooke    | Nick Hicks-Beach |                |
| Während einer Party verstirbt plötzlich der Gastgeber Victor Karras, Inhaber eines bedeutenden Spielherstellers, durch eine Vergiftung. Ein Sturm setzt die Anwesenden mitsamt John Barnaby und Winter im Haus fest, einer der Anwesenden muss der Mörder sein. Obwohl Hinweise geschickt vernichtet werden, kann Barnaby den Mord aufklären: Victors Schwägerin lässt von dessen Frau ein Baby austragen und glaubte, sie wolle es für sich behalten. Um das zu verhindern, wollte sie ihr den Mord in die Schuhe schieben.                                                                                                |           |                                   |                                  |                     |                                         |                 |                  |                |
| 130 | 4         | Die Vogelscheuchen-Morde          | The Scarecrow Murders            | 29. Mai 2022        | 23. Jan. 2022                           | Christine Lalla | Helen Jenkins    |                |
| Jedes Jahr wird mit einem Vogelscheuchen-Fest in Midsomer Langley Geld zur Renovierung der Kirche gesammelt. Doch dieses Mal geht der Wettbewerb eindeutig zu weit, als eine Ladenbesitzerin ermordet und als Vogelscheuche in ihrem Schaufenster ausgestellt wird. Das Opfer Naomi Ashworth machte neben der Arbeit in ihrem Laden die PR für ein Online-Casino, an dem auch ihr Vater, der Pfarrer Oscar Hayden, Anteile besitzt. |           |                                   |                                  |                     |                                         |                 |                  |                |
| 131 | 5         | Die Piraten von Midsomer          | For Death Prepare                | 6. Dez. 2021        | 8. Jan. 2023                            | Toby Frow       | Julia Gilbert    |                |
| In einem privaten Theater rückt die Premiere einer Aufführung von Die Piraten von Penzance näher, als eine Leiche im Bühnenbild auftaucht. Obwohl das Theater offenbar gezielt geschädigt werden soll, lässt Barnaby die Proben nach Möglichkeit weiterlaufen, zumal Sarah auch mitspielt. Nach und nach stellen sich zahlreiche Animositäten innerhalb des Ensembles sowie des Herrensitzes heraus, die zu vielen Verwicklungen führen. Der Mörder benutzt dies, um seine wahren Absichten lange erfolgreich zu vertuschen: Er will sich und den Tod seiner Mutter rächen, da sein eigener Tod durch Asbestose bevorsteht. |           |                                   |                                  |                     |                                         |                 |                  |                |
| 132 | 6         | Mord ist keine Hexerei            | The Witches of Angel's Rise      | 25. Dez. 2021       | 15. Jan. 2023                           | Gill Wilkinson  | Maria Ward       |                |
| Während der Esoterikmesse in Angel’s Rise wird die Leiche einer jungen Frau gefunden, drapiert mit okkulten Symbolen. Bald rückt ein auf der Messe tätiger Kartenleger in den Fokus, wird jedoch als nächstes ermordet, wobei die Morde nun dem Schema einer von der jungen Frau gezogenen Kartenfolge entsprechen. Wieder liegt der Schlüssel in der Vergangenheit, doch die Ermittlungen unter den verfeindeten und/oder sehr zugeknöpften spirituellen Personen gestalten sich schwierig. |           |                                   |                                  |                     |                                         |                 |                  |                |

## Staffel 23
Im Frühjahr 2022 begannen die Dreharbeiten. Die Staffel wird im Original zunächst nur über den Streaming-Anbieter Acorn TV angeboten.
| Nr. (ges.) | Nr. (St.) | Deutscher Titel                 | Originaltitel           | Erstausstrahlung UK | Deutschsprachige Erstausstrahlung (ZDF) | Regie           | Drehbuch         | Zuschauer (UK) |
| --- | --------- | ------------------------------- | ----------------------- | ------------------- | --------------------------------------- | --------------- | ---------------- | -------------- |
| 133 | 1         | Weltuntergang für einen Prepper | The Blacktrees Prophecy | 12. Dez. 2022       | 22. Jan. 2023                           | Roberto Bangura | Jeff Povey       |                |
| Warren Kaine wird nach falschem Alarm in seinem Weltuntergangsbunker erstickt aufgefunden, der Bunker wurde manipuliert. Da er sich viele Feinde gemacht hatte, finden sich reichlich Motive, aber nichts passt richtig zusammen, da den Ermittlern auch etliche Lügen aufgetischt werden. Bis ein geheimnisvoller, nicht aktenkundiger Tod einer jungen Frau 20 Jahre zuvor ans Tageslicht kommt, der nun endlich gerächt werden soll. |           |                                 |                         |                     |                                         |                 |                  |                |
| 134 | 2         | Die Last der Lügen              | The Debt of Lies        | 19. Dez. 2022       | 29. Jan. 2023                           | Gill Wilkinson  | Nick Hicks-Beach |                |
| Eine hochrangige Polizistin wird bei Antritt ihres Ruhestandes ermordet, möglicherweise von anderen ehemaligen Polizeibeamten. Barnaby und Winter vertiefen sich in einen lang zurückliegenden Raub, bei dem ein Teil der Beute bislang unauffindbar verschwunden ist. Doch der Mörder ist der Sohn der Polizistin, der ihr nicht verzeihen kann, dass sie ihm eine Erbkrankheit, die er möglicherweise bereits an seine kleine Tochter weitergegeben hat, verschwiegen hat. |           |                                 |                         |                     |                                         |                 |                  |                |
| 135 | 3         | Ein Körnchen Wahrheit           | A Grain of Truth        | 26. Dez. 2022       | 7. Jan. 2024                            | Paul Gibson     | Julia Gilbert    |                |
| Die Wiedereröffnung der historischen Mühle Larkton’s Mill mit angeschlossener Bio-Bäckerei und Café gräbt der bestehenden Gastronomie die Kundschaft ab, was zu einer harten Konfrontation eskaliert. Nach einer inszenierten Mutterkornvergiftung des Mühlen-Gebäcks wird auch noch ein gemeiner Mord verübt. Die psychischen Wirkungen des Mutterkorns führen jedoch dazu, dass die Inhaberin von Larkton’s Mill sich an längst Vergessenes erinnert, wodurch sich ein tragischer Unfall Jahre zuvor als tückischer Mord herausstellt. |           |                                 |                         |                     |                                         |                 |                  |                |
| 136 | 4         | Dressed to Kill                 | Dressed to Kill         | 2. Jan. 2023        | 14. Jan. 2024                           | Leon Lopez      | Maria Ward       |                |
| Die Einwohner des Ortes Elverton-Cum-Latterly proben gerade für eine Wohltätigkeitsveranstaltung, deren zentraler Bestandteil eine Travestie-Show ist, als Lois Springfield tot aufgefunden wird. Kurz nachdem Malik Payne eine Nachricht erhalten hat, wird er beinahe von einem Auto überfahren. Es scheint, dass jemand nicht glücklich mit dem Auftreten der Drag Queens ist. Am Ende der Veranstaltung wird auch Evelyn Hardy ermordet aufgefunden und der angeblich unheilbar kranke Jugendliche Rocco Templeton kollabiert im Dorfpark. Die Wahrheit kommt aber ans Licht und es stellt sich heraus, dass der junge Mann ein ganz neues Leben an einem neuen Ort beginnen wollte, seine Mutter ihm aber stets eine Krankheit vorgaukelte um ihn zu halten. |           |                                 |                         |                     |                                         |                 |                  |                |

## Staffel 24
| Nr. (ges.) | Nr. (St.) | Deutscher Titel                    | Originaltitel      | Erstausstrahlung UK | Deutschsprachige Erstausstrahlung (ZDF) | Regie           | Drehbuch      | Zuschauer (UK) |
| ---------- | --------- | ---------------------------------- | ------------------ | ------------------- | --------------------------------------- | --------------- | ------------- | -------------- |
| 137        | 1         | Der Untergang des Hauses Shirewell | The Devil’s Work   | 4. Dez. 2023        | 21. Jan. 2024                           | Roberto Bangura | Julia Gilbert |                |
| 138        | 2         | Das Buch Bertram                   | Book of the Dead   | 11. Dez. 2023       | 28. Jan. 2024                           | Gill Wilkinson  | Jeff Povey    |                |
| 139        | 3         | Von Hunden und Menschen            | Claws Out          | 18. Dez. 2023       | 12. Jan. 2025                           | Paul Gibson     | Helen Jenkins |                |
| 140        | 4         | Tödliches Klima                    | A Climate of Death | 25. Dez. 2023       | 19. Jan. 2025                           | Leon Lopez      | Maria Ward    |                |